# Bahnhof Wien Praterstern
Der Bahnhof Wien Praterstern (1975 bis 2005 Bahnhof Wien Nord, von April bis Dezember 2006 Bahnhof Wien-Nord Praterstern) ist ein wichtiges Verkehrsbauwerk im 2. Wiener Gemeindebezirk. Er folgte 1959 in der Funktion, nicht in der genauen Lage, dem 1865 eröffneten und 1945 schwer beschädigten Wiener Nordbahnhof sowie der ehemaligen Haltestelle Praterstern der Verbindungsbahn nach. Der Bahnhof hat mit der zugehörigen U-Bahn-Station im Lokal- und Regionalverkehr eine tägliche Passagierfrequenz von bis zu 110.000 Personen und macht den Praterstern zu einem der wichtigsten Verkehrsknotenpunkte der Stadt. Vom Fahrplanwechsel im Dezember 2017 bis zum Fahrplanwechsel im Dezember 2019 war der Bahnhof auch Endstation der WESTblue-Linie der WESTbahn GmbH.

## Allgemeines
Es handelt sich um eine der wichtigsten Stationen der Stammstrecke der Wiener S-Bahn. Der Durchgangsbahnhof liegt in Hochlage über dem ellipsenförmig angelegten Praterstern, einem Kreisverkehr am Eingang zum Wiener Prater, Vergnügungsviertel und Naherholungsgebiet. Von hier aus können beinahe alle wichtigen Punkte Wiens und der näheren Umgebung mit öffentlichem Personennahverkehr direkt erreicht werden. Es halten hier Regionalzüge, fünf S-Bahn-Linien, die U-Bahn Linien U1 sowie U2, zwei Straßenbahnlinien sowie mehrere Buslinien.

## Verkehrende Linien
| Linie | Verlauf |
| ----- | --- |
| R REX | Regional- und Regionalexpress-Züge nach Payerbach-Reichenau, Břeclav, Znojmo, Wiener Neustadt Hbf |
| S1    | Wien Meidling – Wien Matzleinsdorfer Platz – Wien Hauptbahnhof 1-2 – Wien Quartier Belvedere – Wien Rennweg – Wien Mitte – Wien Praterstern – Wien Traisengasse – Wien Handelskai – Wien Floridsdorf – Gänserndorf – Marchegg |
| S2    | Mödling – Wien Meidling – Wien Matzleinsdorfer Platz – Wien Hauptbahnhof 1-2 – Wien Quartier Belvedere – Wien Rennweg – Wien Mitte – Wien Praterstern – Wien Traisengasse – Wien Handelskai – Wien Floridsdorf – Wolkersdorf – Mistelbach (– Laa an der Thaya) |
| S3    | Wiener Neustadt Hbf – Baden – Wien Meidling – Wien Matzleinsdorfer Platz – Wien Hauptbahnhof 1-2 – Wien Quartier Belvedere – Wien Rennweg – Wien Mitte – Wien Praterstern – Wien Traisengasse – Wien Handelskai – Wien Floridsdorf – Stockerau – Hollabrunn |
| S4    | Wiener Neustadt Hbf – Baden – Wien Meidling – Wien Matzleinsdorfer Platz – Wien Hauptbahnhof 1-2 – Wien Quartier Belvedere – Wien Rennweg – Wien Mitte – Wien Praterstern – Wien Traisengasse – Wien Handelskai – Wien Floridsdorf – Stockerau – Absdorf-Hippersdorf (– Tulln Stadt – Tullnerfeld) |
| S7    | (Laa an der Thaya –) Mistelbach – Wolkersdorf – Wien Floridsdorf – Wien Handelskai – Wien Traisengasse – Wien Praterstern – Wien Mitte – Wien Rennweg – Wien St. Marx – Wien Geiselbergstraße – Wien Zentralfriedhof – Wien Kaiserebersdorf – Schwechat – Mannswörth – Flughafen Wien – Fischamend – Maria Ellend a.d. Donau – Haslau – Regelsbrunn – Wildungsmauer – Petronell-Carnuntum – Bad Deutsch-Altenburg – Hainburg a.d. Donau Kulturfabrik – Hainburg a.d. Donau Personenbahnhof – Hainburg a.d. Donau Ungartor – Wolfsthal |
| U1    | Oberlaa – Neulaa – Alaudagasse – Altes Landgut – Troststraße – Reumannplatz – Keplerplatz – Südtiroler Platz-Hauptbahnhof – Taubstummengasse – Karlsplatz – Stephansplatz – Schwedenplatz – Nestroyplatz – Praterstern – Vorgartenstraße – Donauinsel – Kaisermühlen – Alte Donau – Kagran – Kagraner Platz – Rennbahnweg – Aderklaaer Straße – Großfeldsiedlung – Leopoldau |
| U2    | Seestadt – Aspern Nord – Hausfeldstraße – Oberes Hausfeld (Rohbau) – Aspernstraße – Donauspital – Hardeggasse – Stadlau – Donaustadtbrücke – Donaumarina – Stadion – Krieau – Messe-Prater – Praterstern – Taborstraße – Schottenring – Schottentor – Rathaus – Lerchenfelder Straße (2003 aufgelassen) – Volkstheater – Museumsquartier – Karlsplatz |
| O     | Raxstraße/Rudolfshügelgasse – Hauptbahnhof – Quartier Belvedere – Rennweg – Landstraße-Wien Mitte – Praterstern – Bruno-Marek-Allee im Nordbahnviertel |
| 5     | Praterstern – Friedensbrücke – Franz-Josefs-Bahnhof – Spitalgasse/Währinger Straße – Lange Gasse – Lerchenfelder Straße – Westbahnhof |
| 5B    | Praterstern – Taborstraße – Jägerstraße – Heiligenstadt |
| 80A   | Praterstern – Wittelsbachstraße – Schlachthausgasse – Neu Marx |
| 82A   | Praterstern – Messe-Prater – Krieau |
| N25   | Schwedenplatz – Schottentor – Praterstern – Rennbahnweg – Leopoldau – Großfeldsiedlung |
| N81   | Praterstern – Ausstellungsstraße – Stadion – Praterbrücke |

## Geschichte

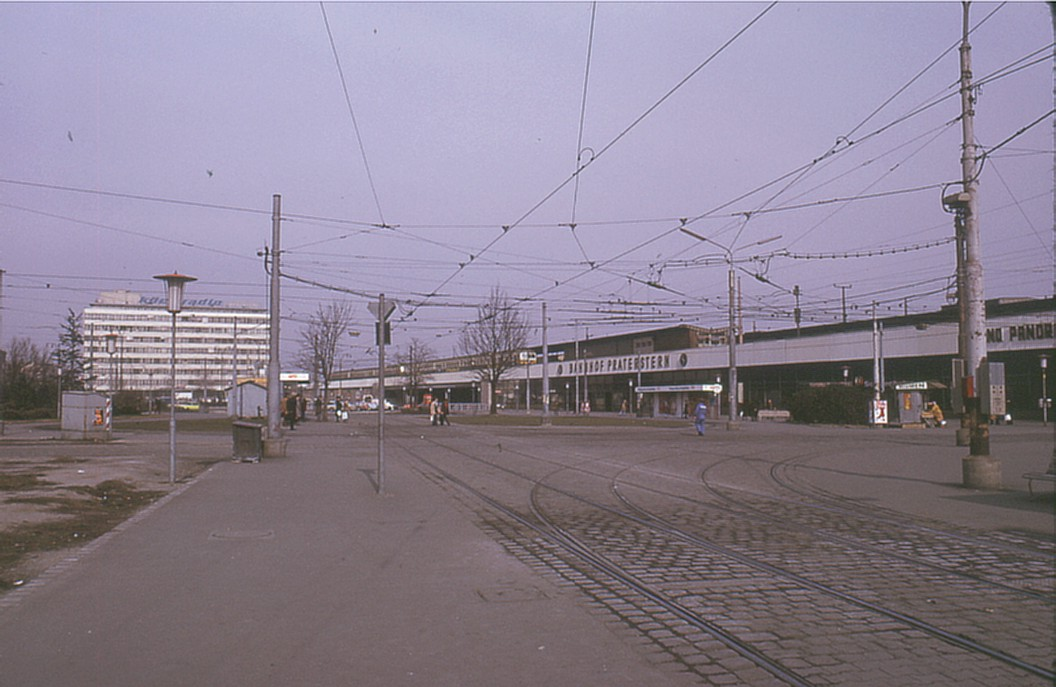
Bahnhofsvorplatz und Bahnhof Wien Nord 1975

### Eröffnung im Jahr 1959

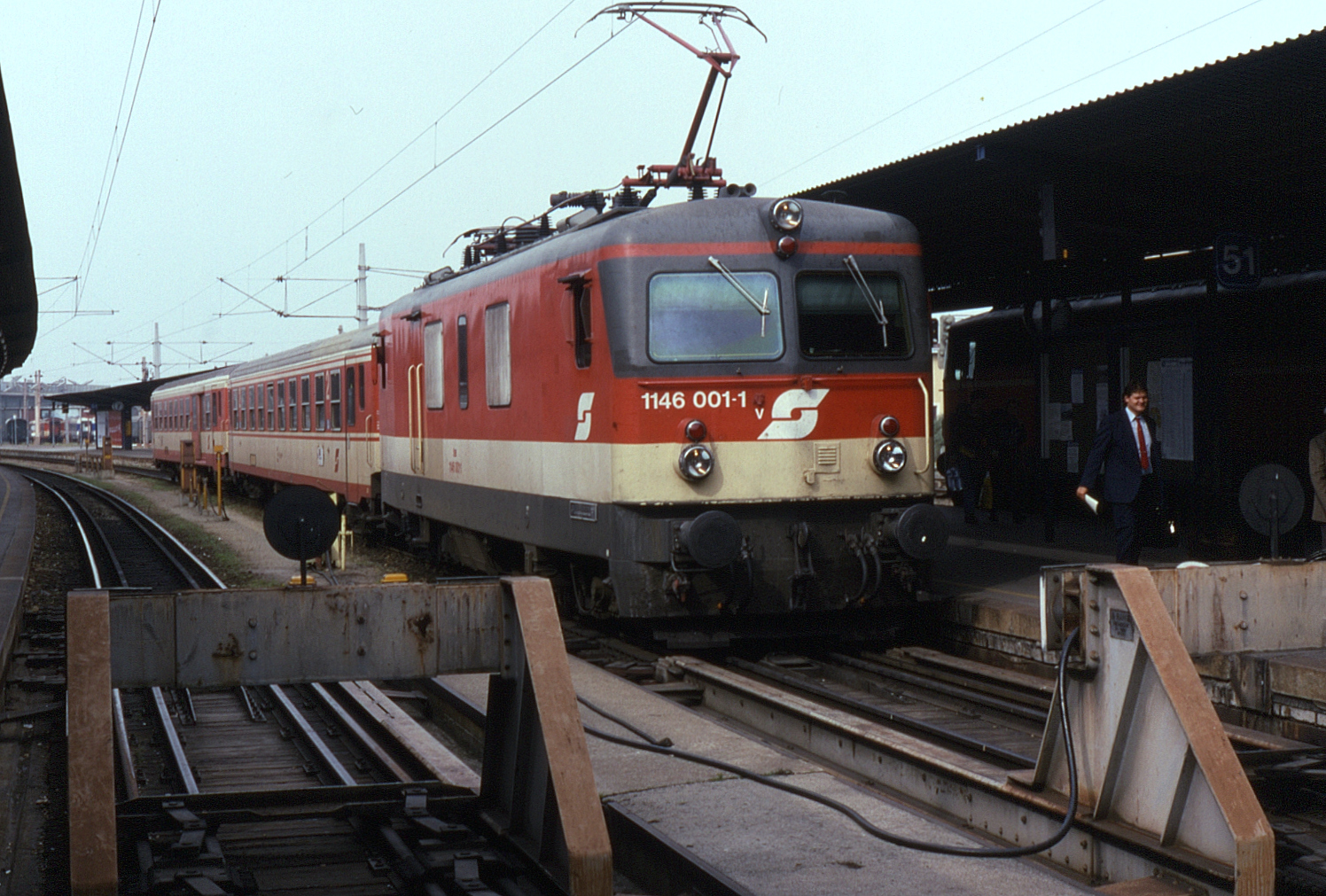
Regionalzug aus dem Norden an einem der Kopfbahnsteige

Der Praterstern wurde 1954/1955 grundlegend umgebaut. Der Neubau eines Bahnhofs für den Lokal- und Regionalverkehr wurde darauf abgestimmt, er wurde in der neuen Platzmitte errichtet und am 1. Juni 1959 eröffnet. Damals verkehrten hier die Straßenbahnlinien A, Ak, B, Bk, C bzw. 24, E2, G2, 5, 16, 25, 25R, 25K. Von Anfang an fuhren nun von der Nord- und der Nordwestbahn kommende Züge unter dem Namen Wiener Schnellbahn von Floridsdorf bis zum Bahnhof Praterstern, einige dann weiter bis zur Station Hauptzollamt; der Betrieb erfolgte anfangs noch mit Diesel- und Dampflokomotiven und ohne Taktfahrplan. Seit 1962 besteht hier bis Wien Meidling durchgehender S-Bahn-Verkehr mit elektrischem Betrieb.
Der neue Bahnhof bestand aus den Durchfahrtsgleisen für die Schnellbahnzüge der Stammstrecke mit den Bahnsteigen 1 und 2. Regionalzüge nach Wolfsthal (spätere S7) fuhren vom Bahnsteig 3. Für die Regionalzüge der Nord- und Nordwestbahn wurden in der Mitte des Bahnhofes zwei Kopfbahnsteige (Nummern 41 und 51) angelegt. Bahnsteig 6 wurde als Reserve und für Sonderzüge verwendet. Zusätzlich gab es noch einen eigenen Postbahnsteig mit einem Stumpf und Durchfahrtsgleis.
Am 1. September 1975 (mit dem Beginn der Umbauarbeiten am Franz-Josefs-Bahnhof) erfolgte die Umbenennung in Wien Nord, gemeinsam mit dem Bahnhof Wien Mitte, „um die beiden Bahnhöfe besonders im Ausland als Ausgangs- beziehungsweise Endpunkte internationaler Zug- und Kurswagenverbindungen aussagekräftiger als Wiener Bahnhöfe zu bezeichnen.“ Am 28. Februar 1981 wurde die U-Bahn-Station Praterstern eröffnet, womit der Bahnhof an ein weiteres hochrangiges Verkehrsmittel angebunden war.
Die Österreichischen Bundesbahnen (ÖBB) tätigten jahrzehntelang keinerlei Investitionen in die Renovierung des Bahnhofes. Das Gebäude wirkte seit den 1980er Jahren heruntergekommen und verwahrlost. In der Wahrnehmung der Wiener Öffentlichkeit geriet der Bahnhof samt seiner Umgebung immer mehr zum Schandfleck.
1997 starteten die ÖBB die so genannte Bahnhofsoffensive, in deren Rahmen auch der Nordbahnhof umgestaltet bzw. neu errichtet werden sollte.
Der von Albert Wimmer entworfene neue Bahnhof bekam eine lichtdurchlässige Überdachung und vier Bahnsteige. Neue Wegleitsysteme und barrierefreie Ausstattung haben die Umsteigewege zu den beiden U-Bahn-Linien U1 und U2 (seit Mai 2008) sowie zu den Haltestellen der Straßenbahn- und Buslinien am Bahnhofsvorplatz, die von der Stadtverwaltung in Absprache mit den ÖBB neu angeordnet wurden, verbessert.

### Modernisierung ab 2004

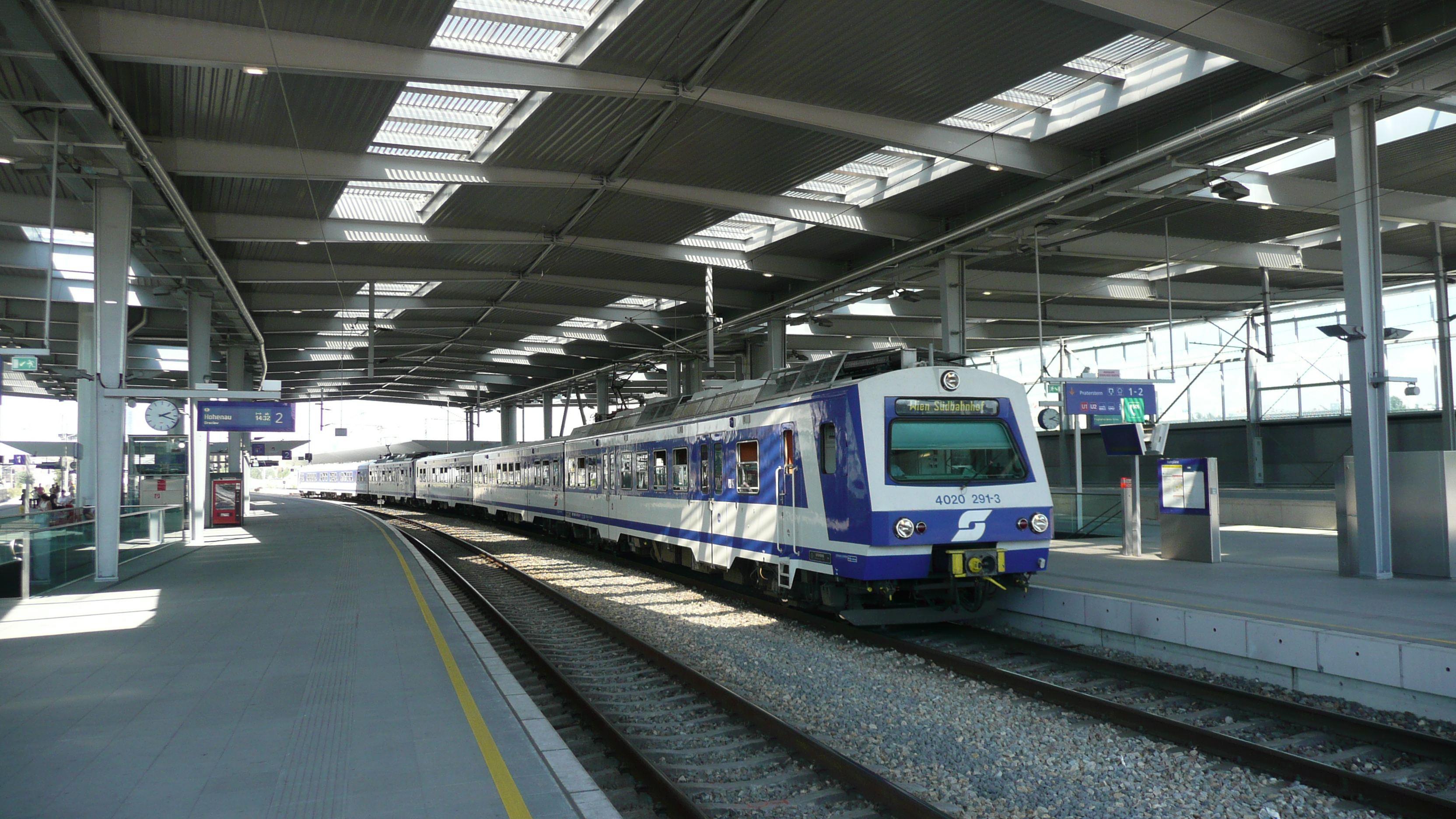
Halle im neuen Bahnhof

Der Umbau bzw. Neubau des Bahnhofs, der in Koordination mit der Gesamtplanung der Stadt Wien für die Neugestaltung des Platzes erfolgte, begann 2004. Der Stationsname wurde mit Fertigstellung des ersten neuen Bahnsteigs im April 2006 in Wien-Nord Praterstern und schließlich zum Fahrplanwechsel im Dezember 2006 in Wien Praterstern geändert, so dass S-Bahn- und U-Bahn-Station nunmehr den gleichen Stationsnamen führen. Auf Bahnsteigebene wurde im April 2007 der Vollbetrieb im neuen Bahnhof aufgenommen. Die offizielle feierliche Eröffnung erfolgte am 4. April 2008. Das Investitionsvolumen betrug 39 Millionen Euro.

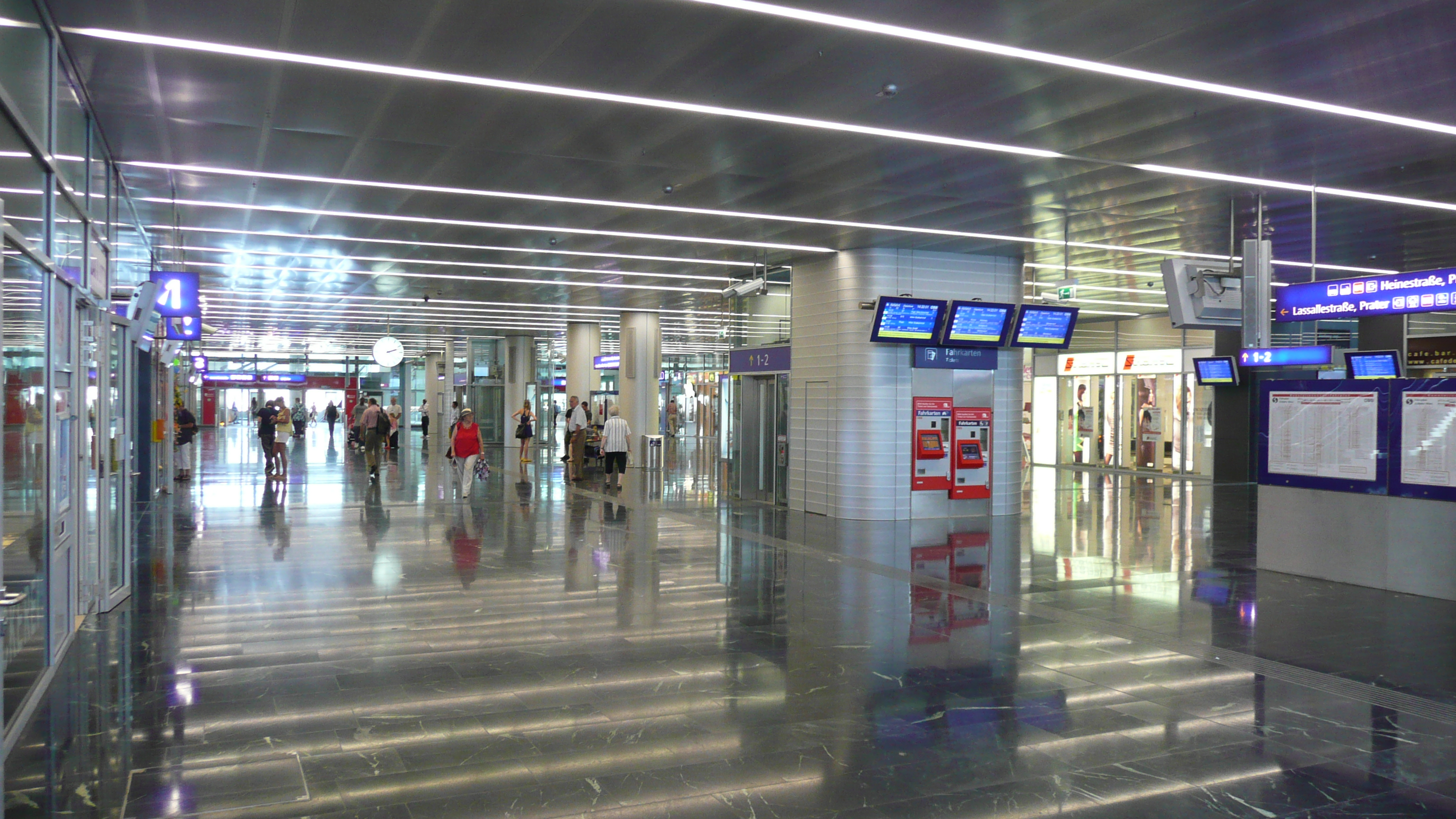
Erdgeschoß im neuen Bahnhof

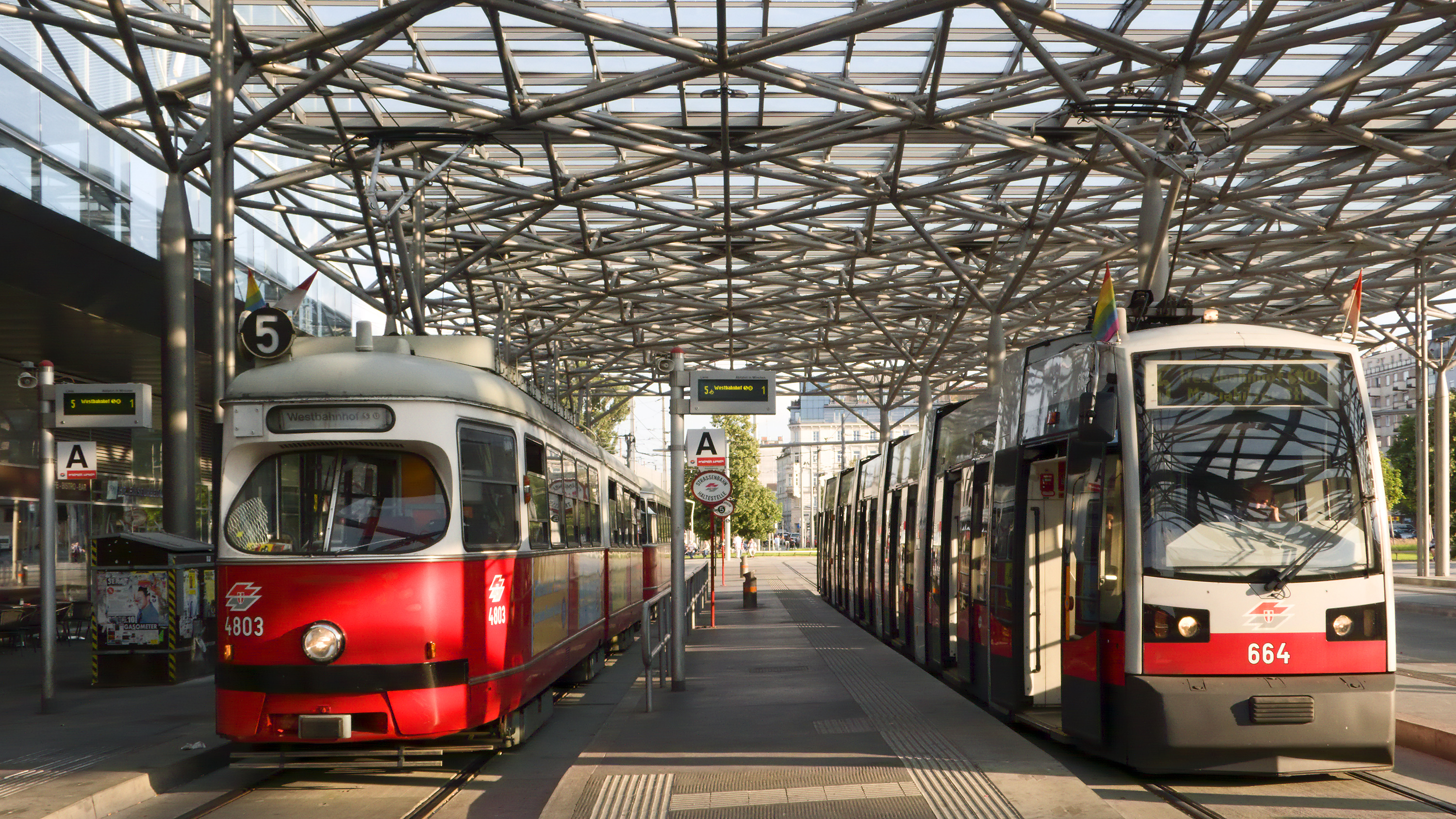
Neue Straßenbahnhaltestelle auf dem Praterstern

Die Bahnsteige wurden deutlich verbreitert und auf 55 cm über Schienenoberkante angehoben, um den Fahrgästen bequemes Aus- und Einsteigen zu ermöglichen. Für sehbehinderte Fahrgäste ist ein taktiles Blindenleitsystem vorgesehen. Im neuen Bahnhof wurden auf einer Fläche von rund 6.000 m² Handels- und Dienstleistungsbetriebe angesiedelt. Die neuen Geschäftslokale, darunter Filialen einer großen Lebensmittelkette und einer Schnellrestaurantkette als Ankermieter, sind durch eine Bahnhöfe betreffende Sonderregelung von der in Wien gesetzlich vorgeschriebenen Sonntagsschließung ausgenommen.
Nach der Fußball-Europameisterschaft 2008 begann nach Plänen des Architekten Boris Podrecca die Umgestaltung des stadteinwärts gelegenen Vorplatzes bis zum Tegetthoff-Denkmal samt Neuführung der Straßenbahngeleise; die Arbeiten wurden 2010 beendet. Die bauliche Umsetzung des Vorplatzes war allerdings von Anfang an heftiger Kritik ausgesetzt. Die sogenannte Pergola auf dem Vorplatz sollte daher 2020 entfernt werden, da die ursprünglich beabsichtigte Begrünung der Stahlrohre in den letzten zehn Jahren nicht erfolgt ist.
Nachfolgend eine Tabelle der Bahnsteiglängen:
| Bahnsteig | Länge |
| --------- | ----- |
| 1         | 220 m |
| 2         | 222 m |
| 3         | 220 m |
| 4         | 222 m |

Nach der Schließung des 3. Südbahnhofs im Dezember 2009 war der Bahnhof Wien Praterstern bis zur Fertigstellung des neuen Wiener Hauptbahnhofs im Dezember 2014 auch Ausgangspunkt von Fernzügen auf der Nordbahn.

## Die U-Bahn-Station

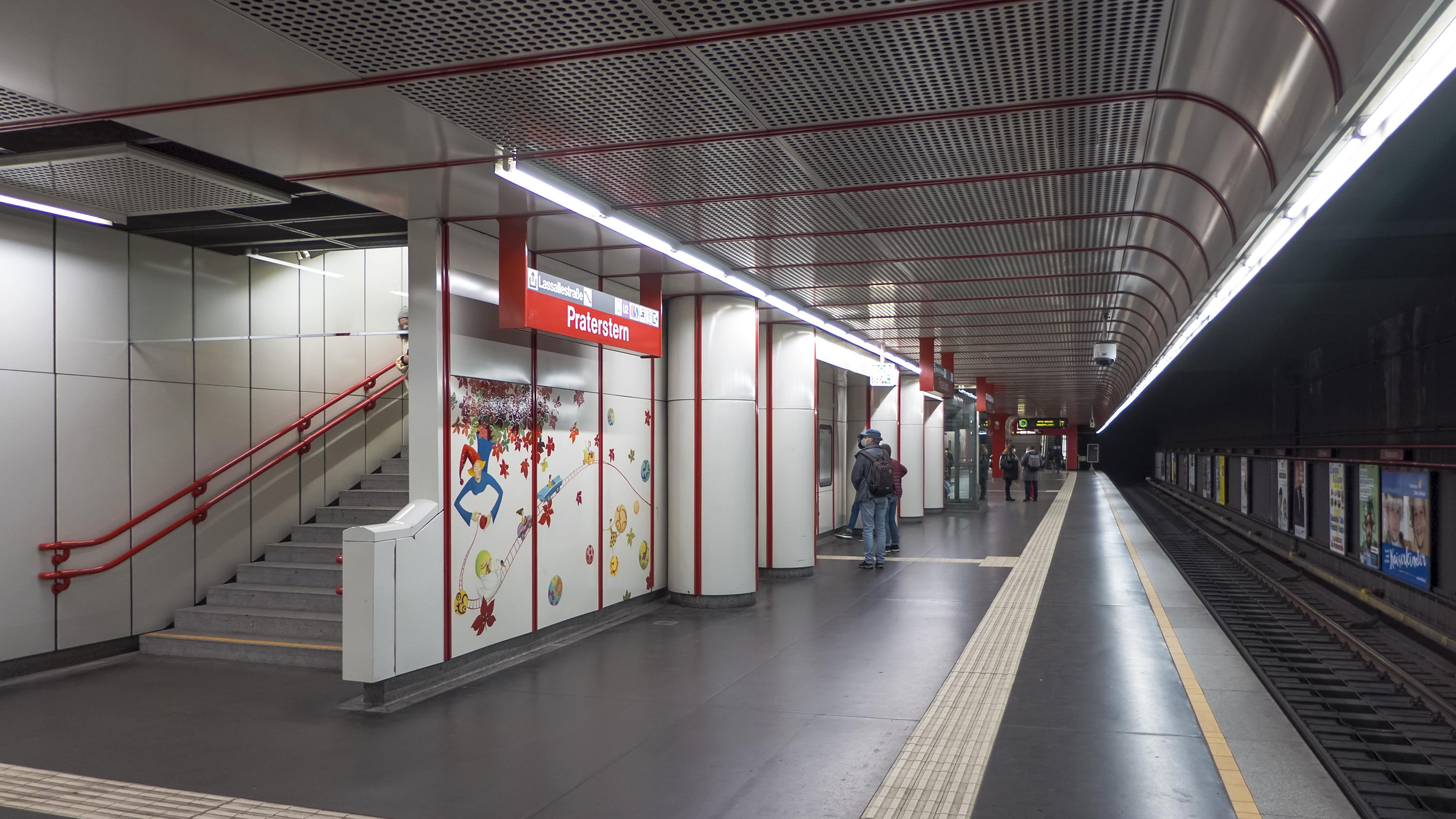
Bahnsteig der Linie U1

Die Station in Tieflage wurde im Zuge der Eröffnung des vierten Teilstücks der U1 (Nestroyplatz–Praterstern) am 28. Februar 1981 eröffnet. Sie befindet sich direkt unter dem Platz und wurde zunächst mit einem Mittelbahnsteig sowie dem Rohbau eines Seitenbahnsteiges für die später vorgesehene Linie U1B Richtung Stadion eröffnet. In den Jahren 2001 bis 2003 erfolgte der Umbau zu zwei getrennten Seitenbahnsteigen, der auf Grund der zu erwartenden starken Fahrgastfrequenz mit Eröffnung der U2-Strecke Richtung Stadion notwendig geworden war. Die U2-Verlängerung machte die früheren Planungen für eine Abzweigung der U1 und damit den Mittel- und Seitenbahnsteig endgültig obsolet.

Im Zuge dieses Umbaus wurde auch ein neuer Ausgang samt Aufnahmsgebäude (überdachter Zugang) in Richtung Lassallestraße geschaffen. Ein weiterer Ausgang führt über ein Zwischengeschoß, in dem sich eine Filiale einer Wiener Großbäckerei befindet, auf die stadteinwärts gerichtete Seite des ÖBB-Bahnhofs. Hier kann auf die Straßenbahnlinien O und 5 sowie auf die Autobuslinien 5B und 80A umgestiegen werden. Über Passagen sind Praterstraße und Nordbahnstraße zu erreichen. Weitere Umsteigemöglichkeiten bestehen zur S-Bahn-Stammstrecke sowie zu Regionalzügen der ÖBB.

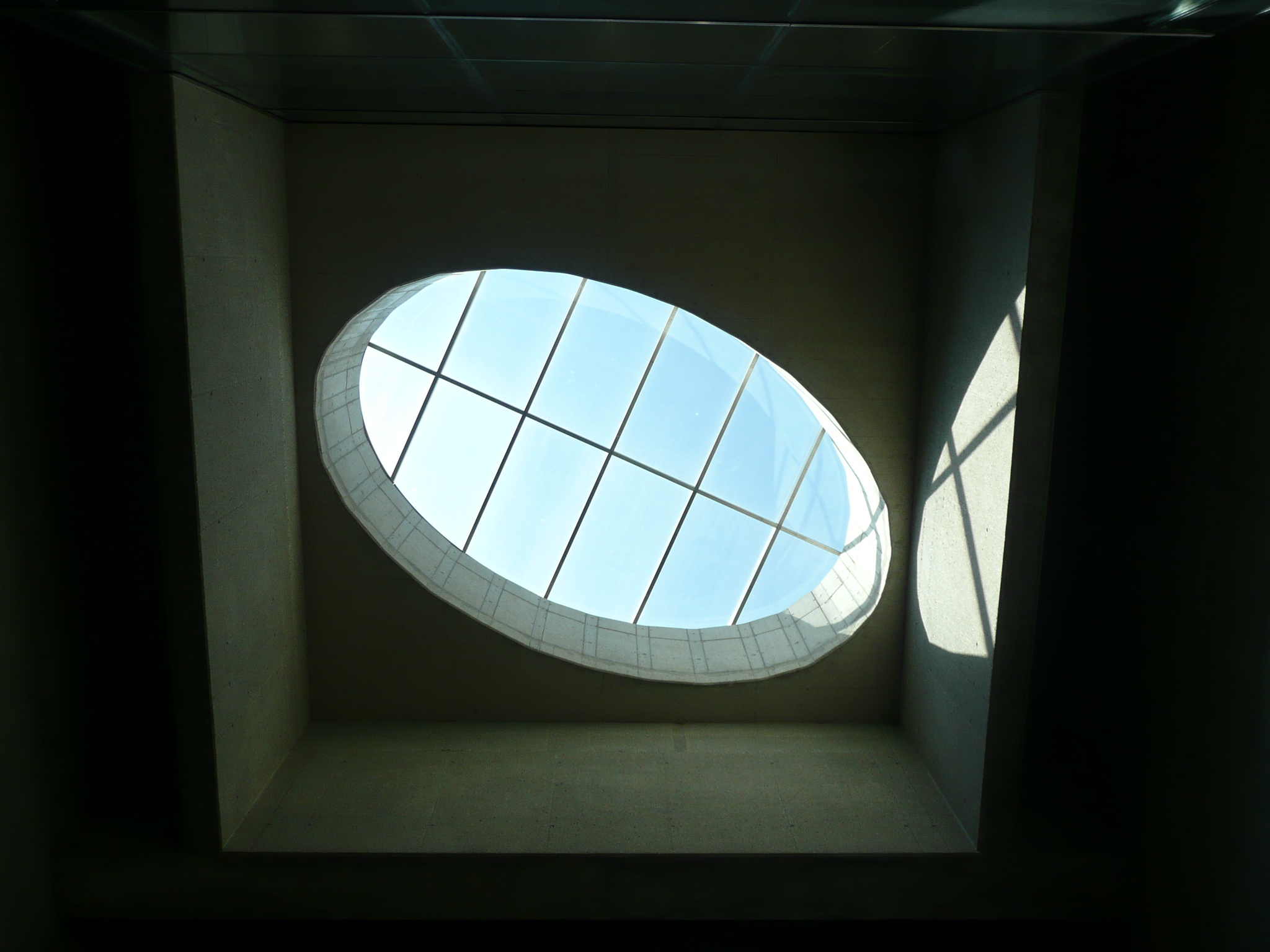
Der U2-Bereich wird mit Tageslicht versorgt

Am 10. Mai 2008 wurde die Verlängerung der Linie U2 von der bis dahin bedienten Endstation Schottenring zur neuen Endstation Stadion beim Ernst-Happel-Stadion eröffnet. Der Bereich der U2 wird hauptsächlich durch ein neu errichtetes, am nördlichen Ende der ÖBB-Kassenhalle zum Eingang des Volkspraters hin orientiertes Glasgebäude betreten, das neben den Abgängen zur U-Bahn auch eine Bäckerei, ein Restaurant sowie einen Reiseproviantladen beherbergt. Die Bahnsteige der U2-Station Praterstern liegen in einem stumpfen Winkel südlich zur U1-Station und erstrecken sich vom Vorplatz gegenüber dem Tegetthoff-Denkmal bis zum Beginn der Ausstellungsstraße. Durch Kuppeln an der Oberfläche wird der neue hallenartig angelegte Stationsbereich mit Tageslicht versorgt. Die bis dahin über den Praterstern verkehrende Straßenbahnlinie 21 und die Sonderlinien des Stadionverkehrs sowie die Sonderlinie 81 zum Messegelände wurden am Ende des Betriebstages 9. Mai 2008 eingestellt. Den ganzen Tag über fuhren Oldtimer-Garnituren, die letzte Betriebsfahrt wurde mit einem mit Trauerflor geschmückten 21er und unter ausgelassener Abschiedsstimmung der mitfahrenden Fahrgäste durchgeführt.

### Ausgestaltung
Der lange Verbindungsgang zwischen den Stationen der U1 und U2 wurde 2008 mit dem Email-Wandbild „… einen Traum träumen …“ der Künstlerin Susanne Zemrosser ausgestaltet. Inhaltlich orientiert sich das Bild in naiv-kindlichem Stil an Szenen aus dem Wurstelprater und Schaustücken aus dem Pratermuseum. Der Entwurf wurde von Ernesto Müller und Martina Schatz in Handarbeit auf die Paneele gemalt. Das 50,6 Meter lange und 2,5 Meter hohe Gemälde ist im Guinness-Buch der Rekorde als längstes gebranntes Email-Bild der Welt anerkannt.
Der ORF kritisierte 2017, dass die drei Meter große Bahnhofsuhr an der Außenseite seit der Gestaltung des Vorplatzes im Jahr 2009 kaum noch zu sehen ist.

## Galerie

### Bahnhof

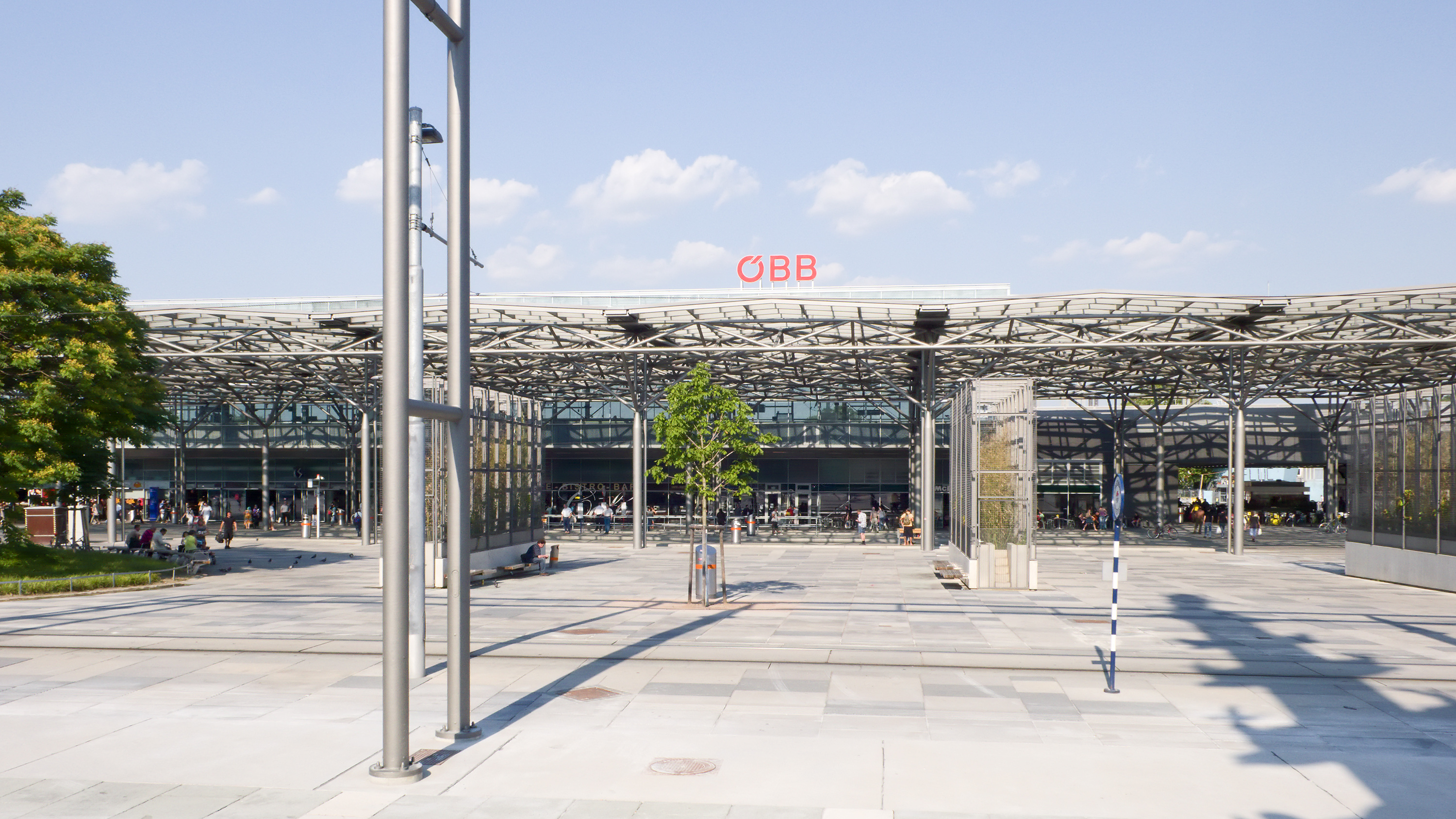
Hauptfront des Bahnhofs, Westseite
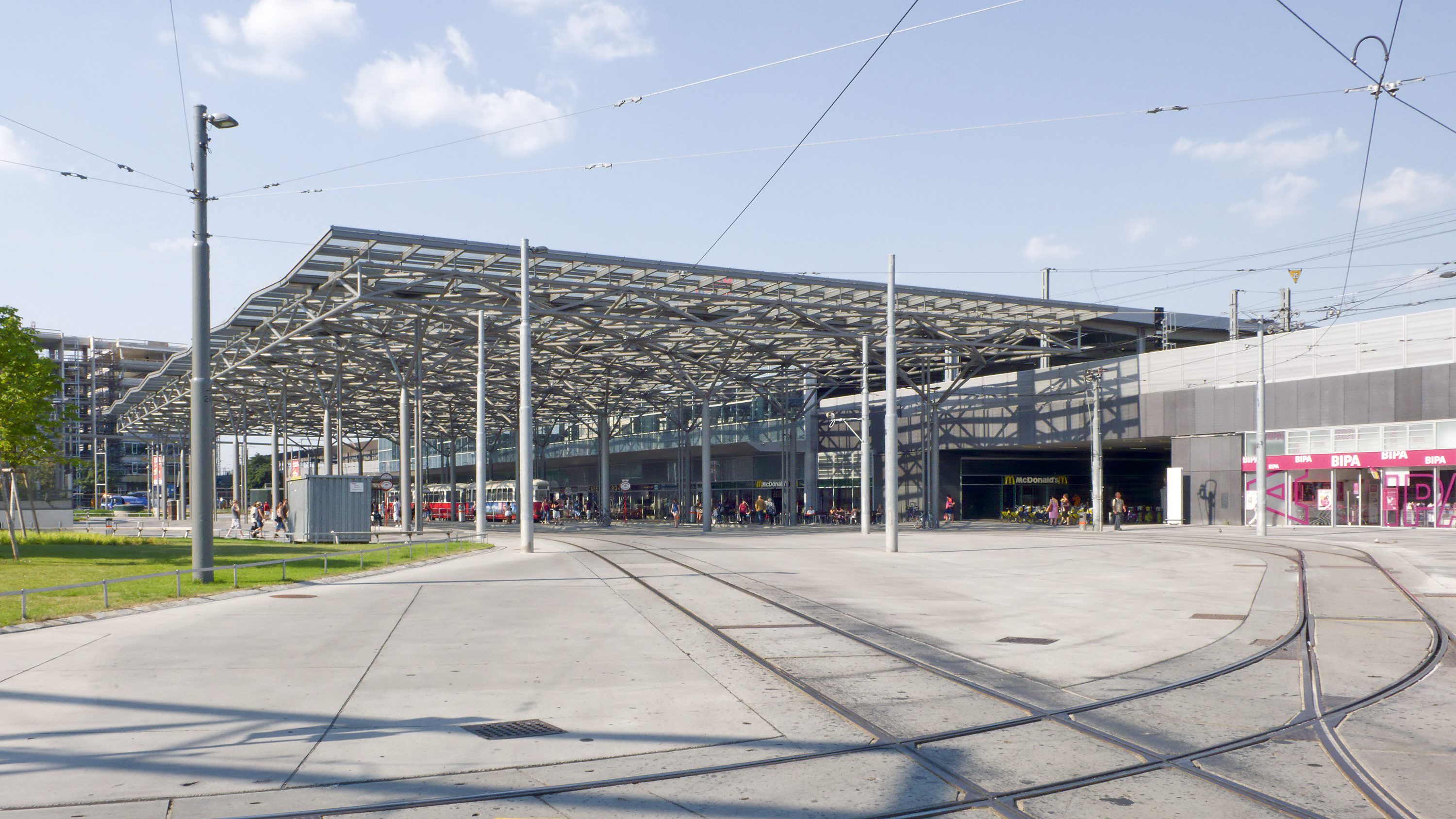
Ansicht von Süden
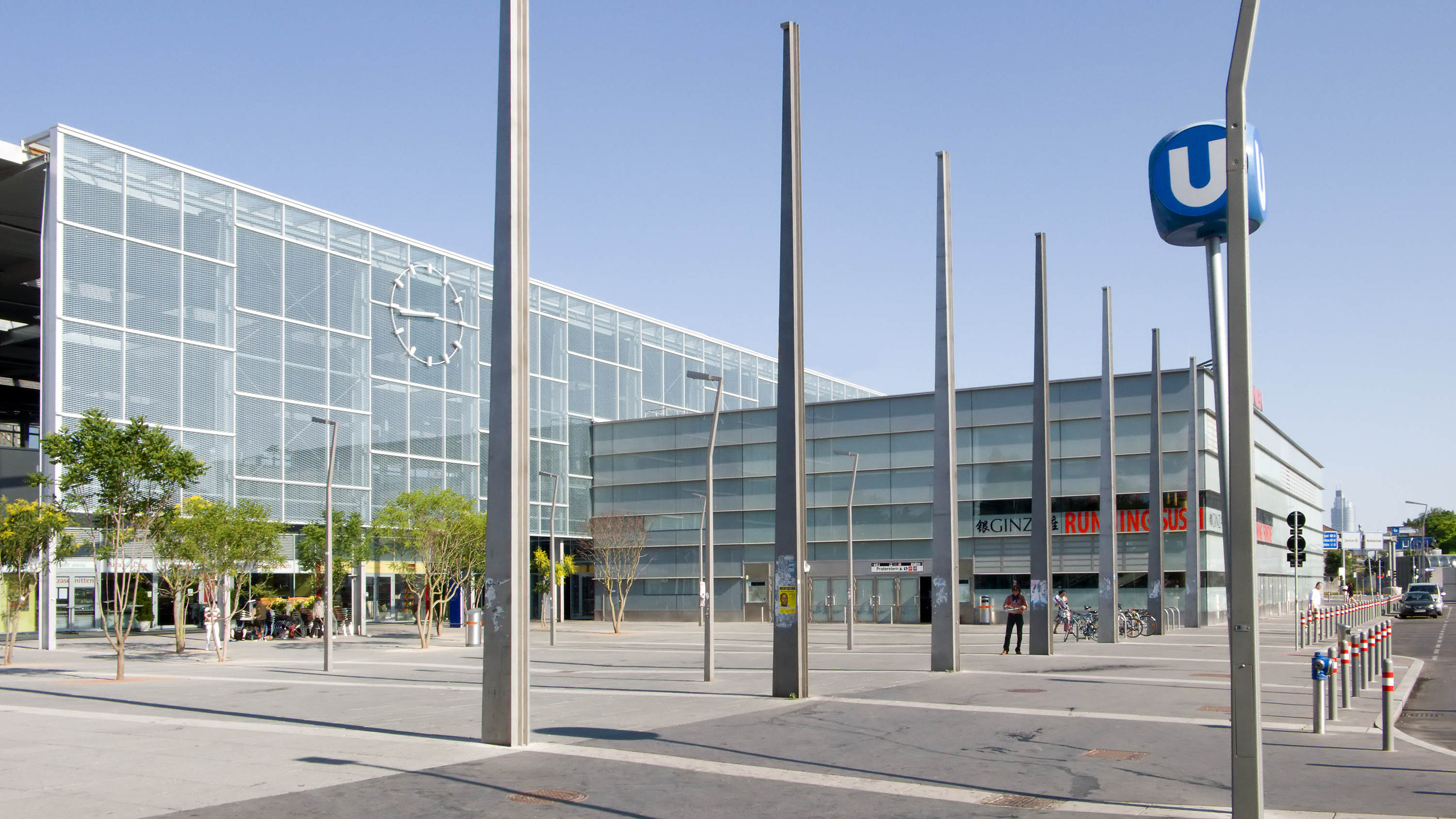
Südostseite des Bahnhofs
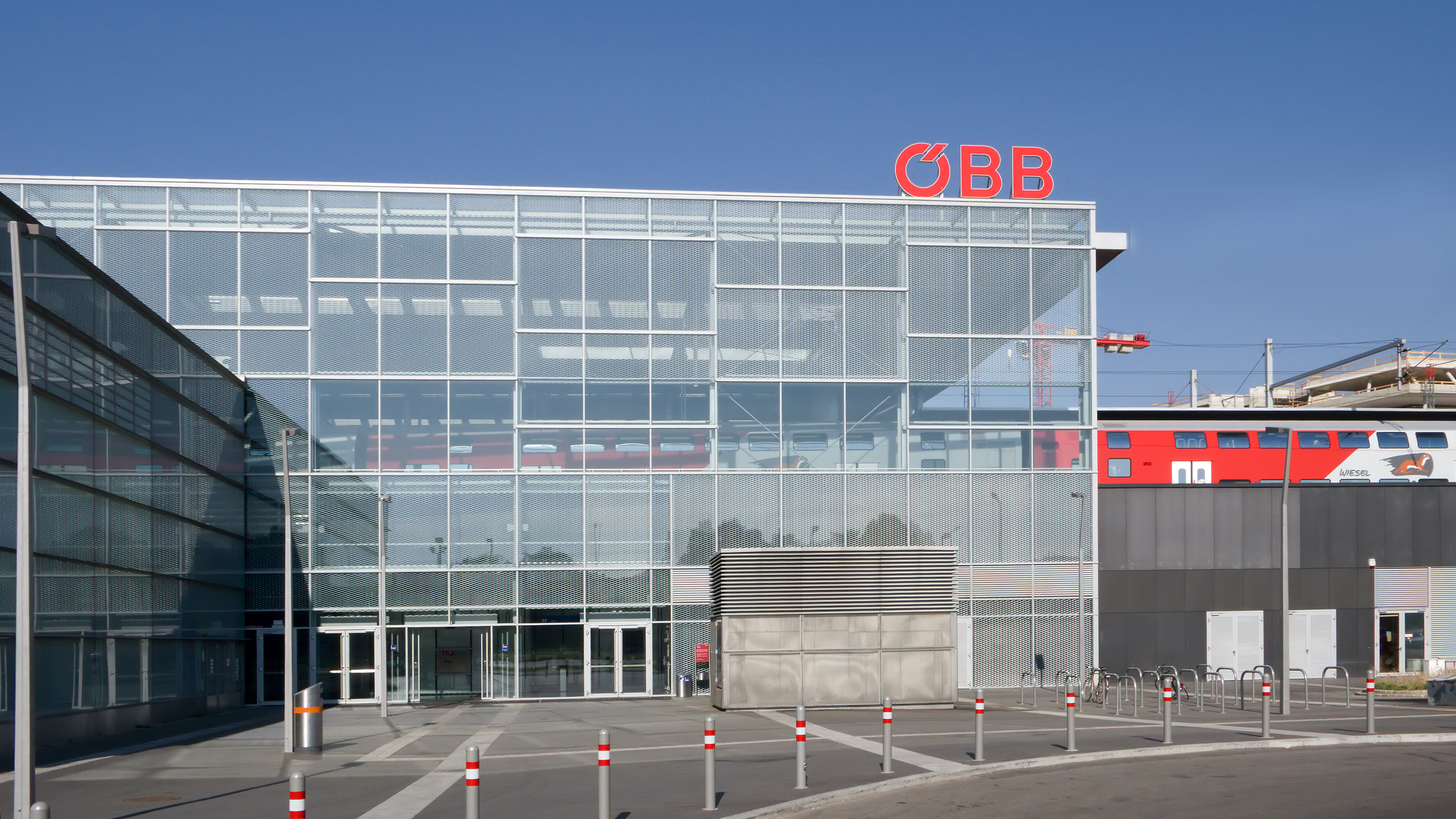
Nordostseite des Bahnhofs
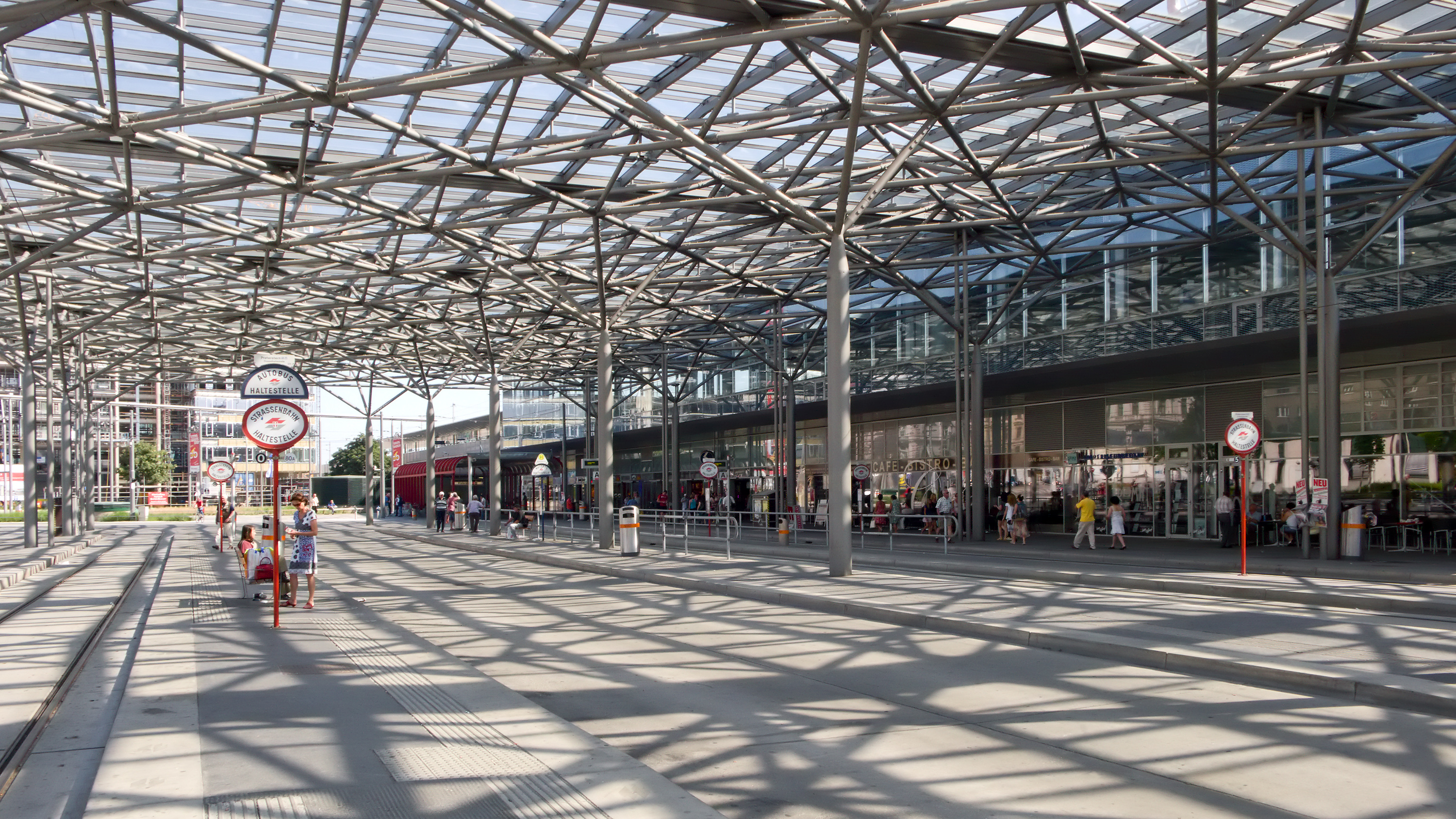
Bahnhofsvorplatz
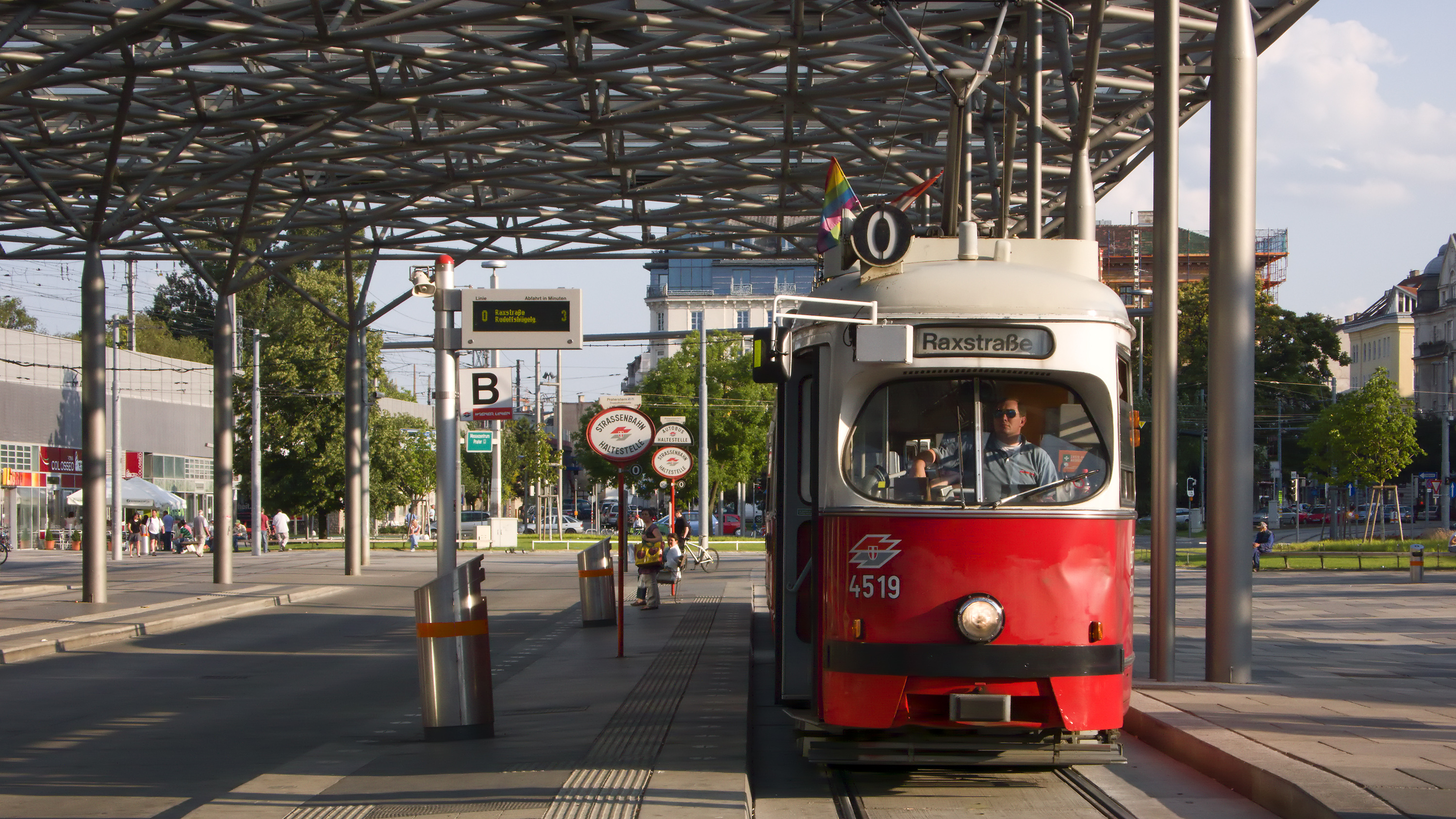
Haltestelle Linie O
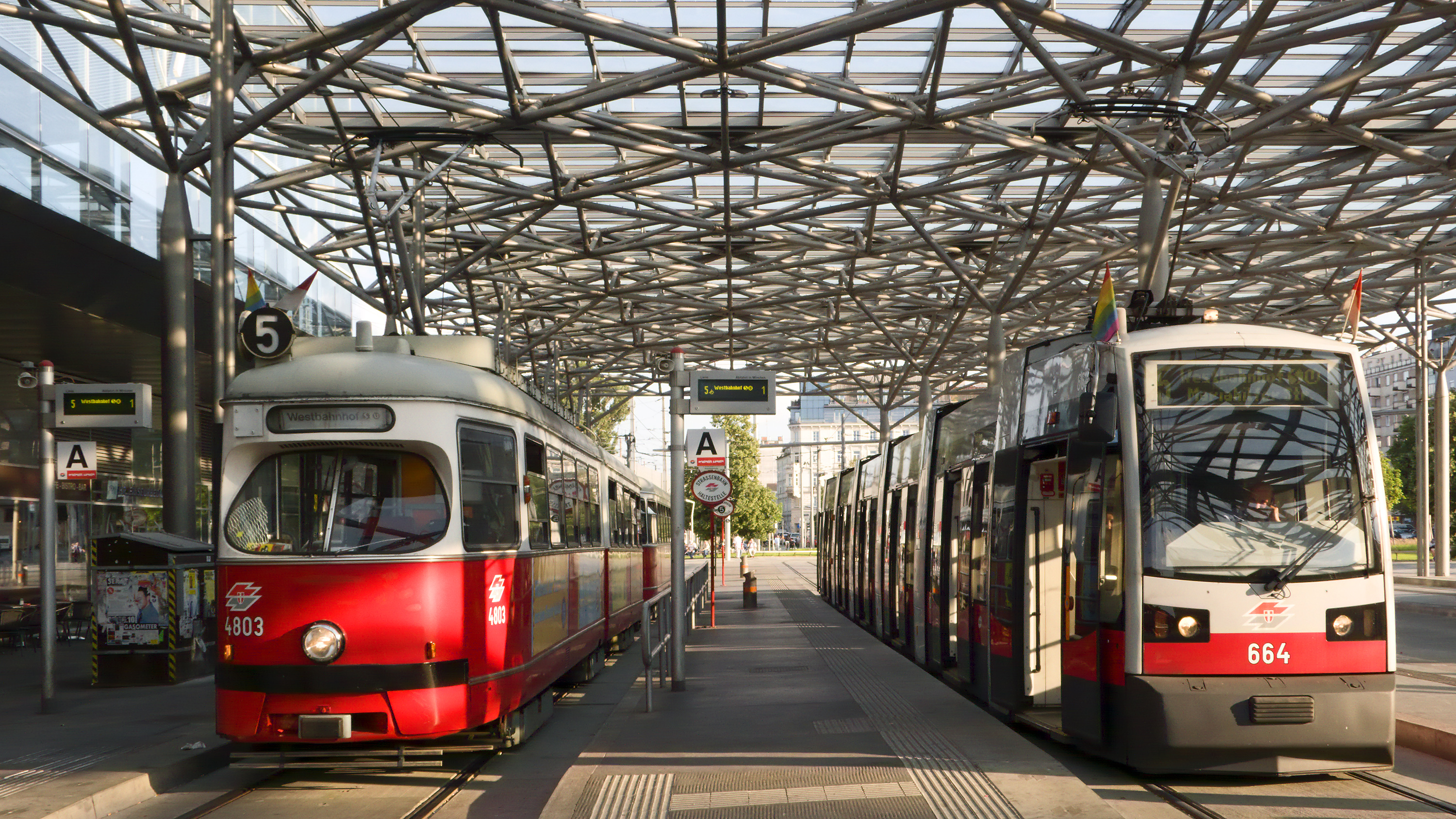
Haltestelle Linie 5
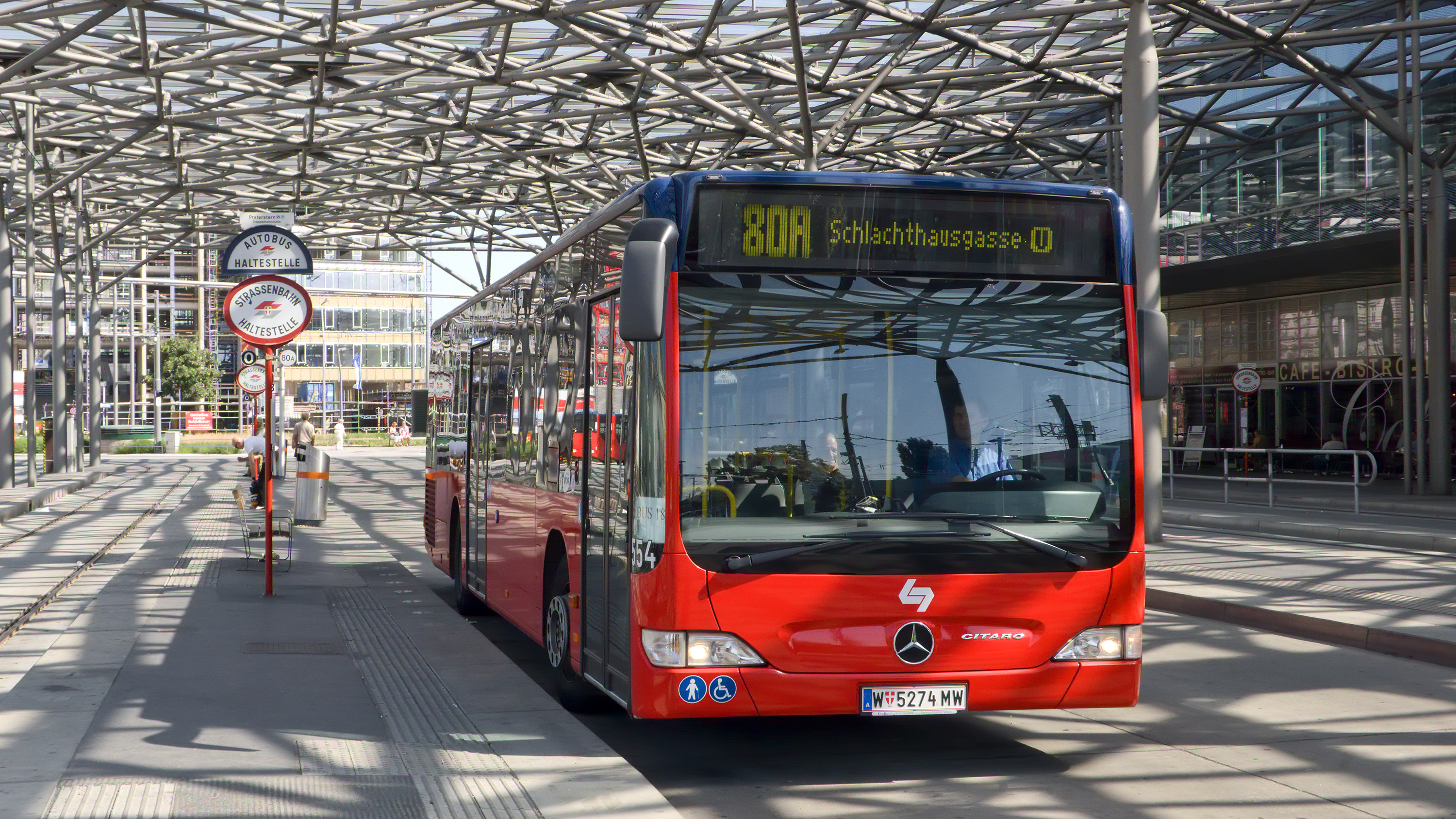
Haltestelle Linie 80A
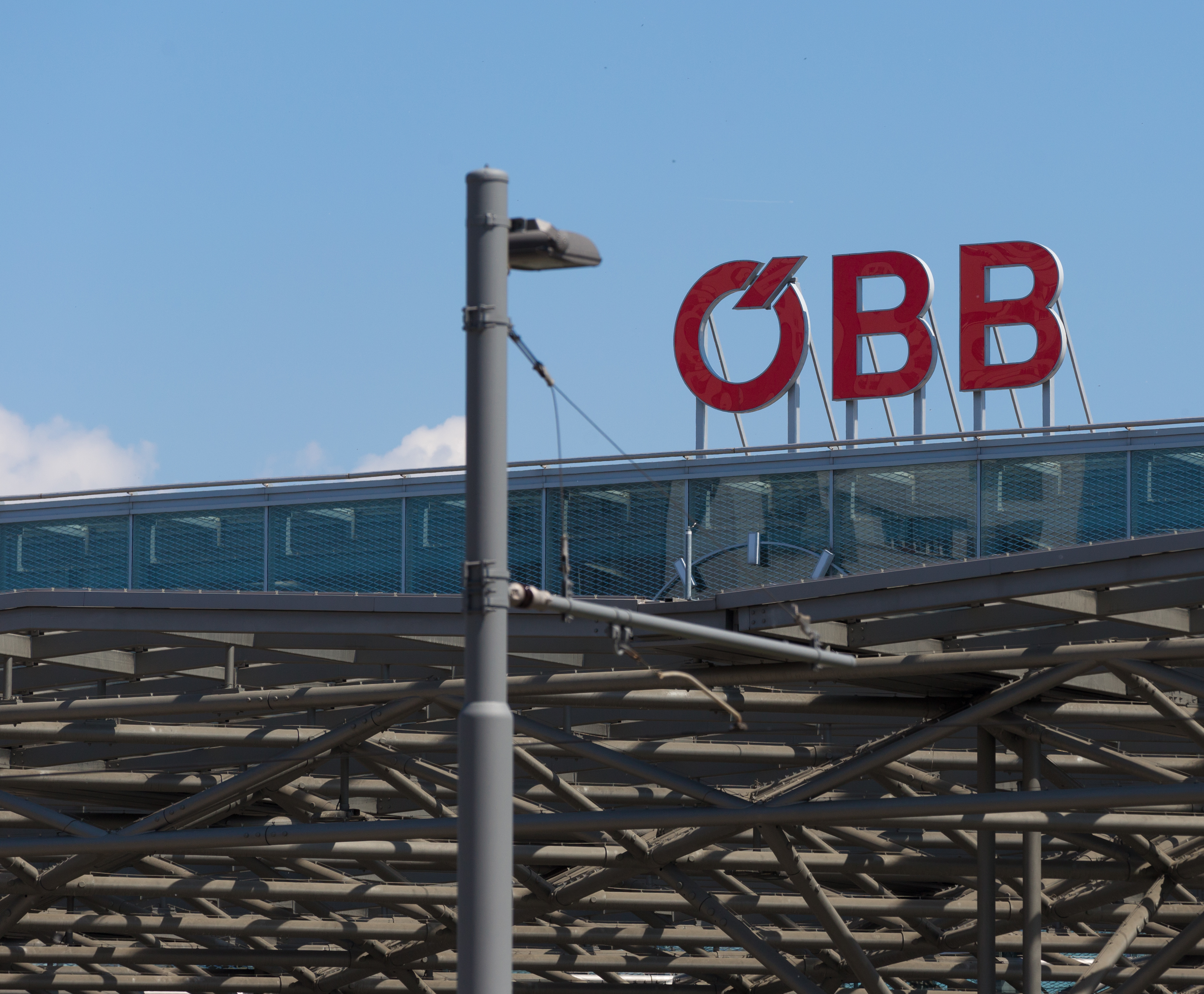
Kaum sichtbare Bahnhofsuhr

### U-Bahn-Station

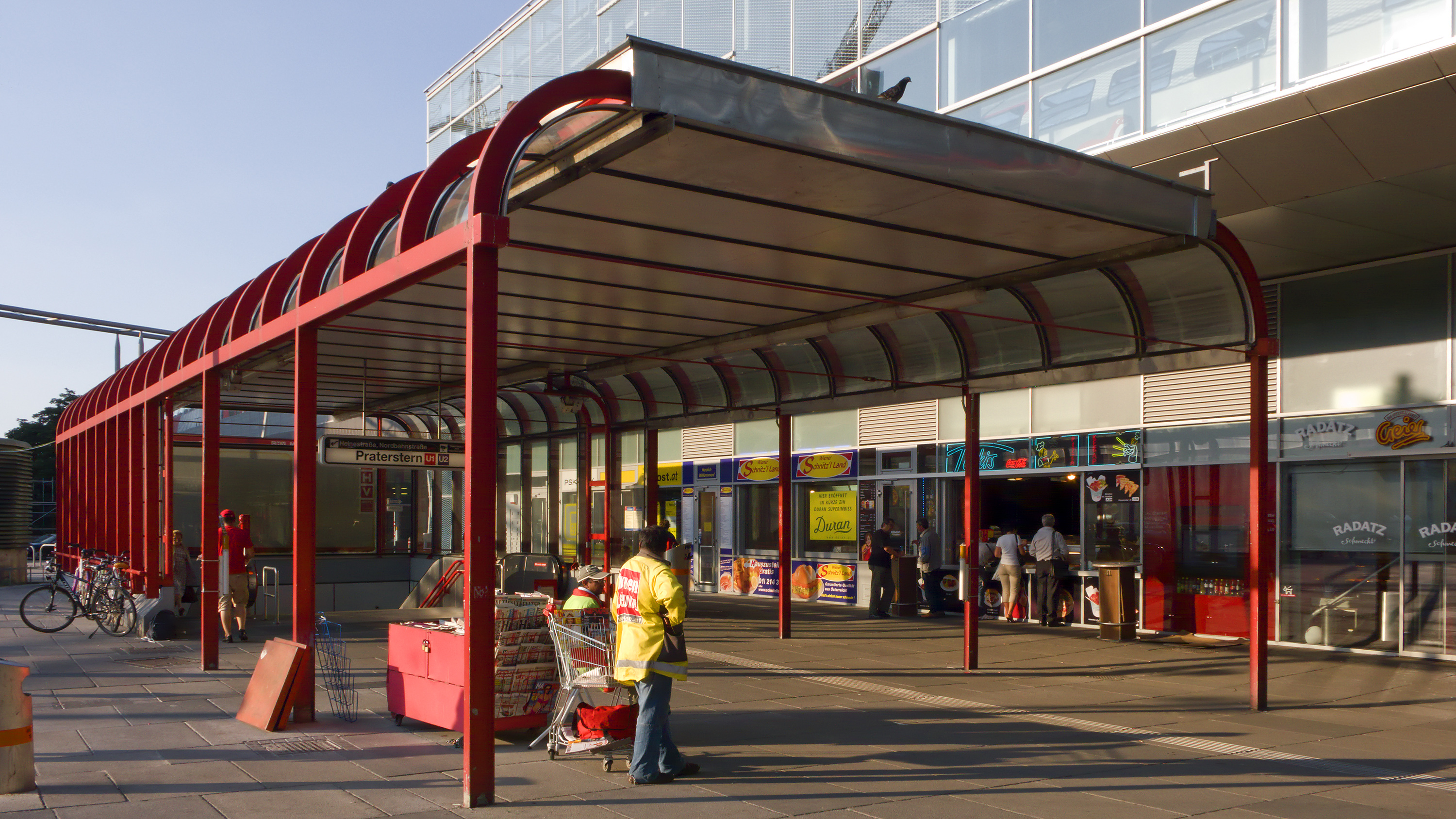
Aufnahmsgebäude Praterstern
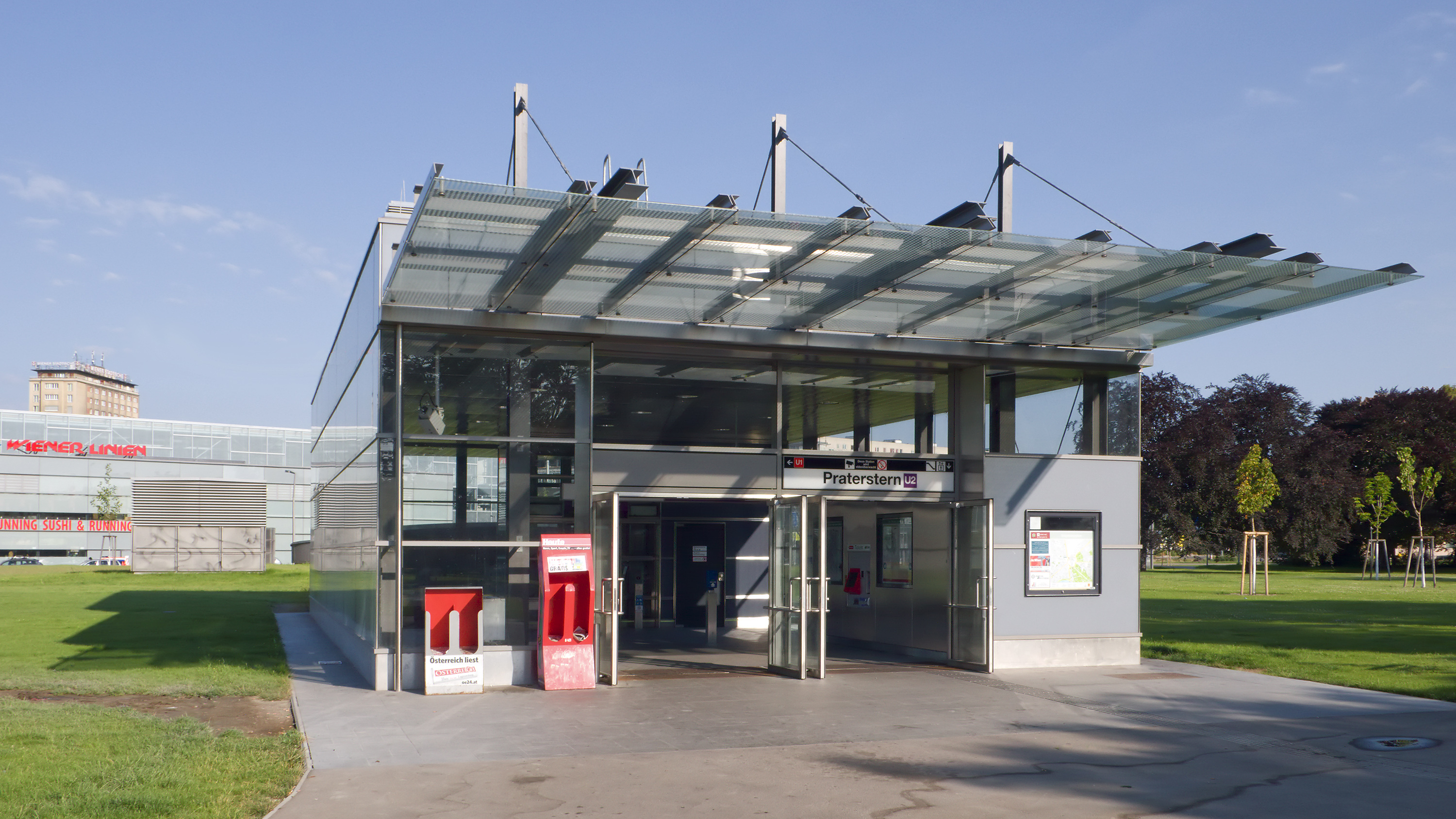
Aufnahmsgebäude Venediger Au
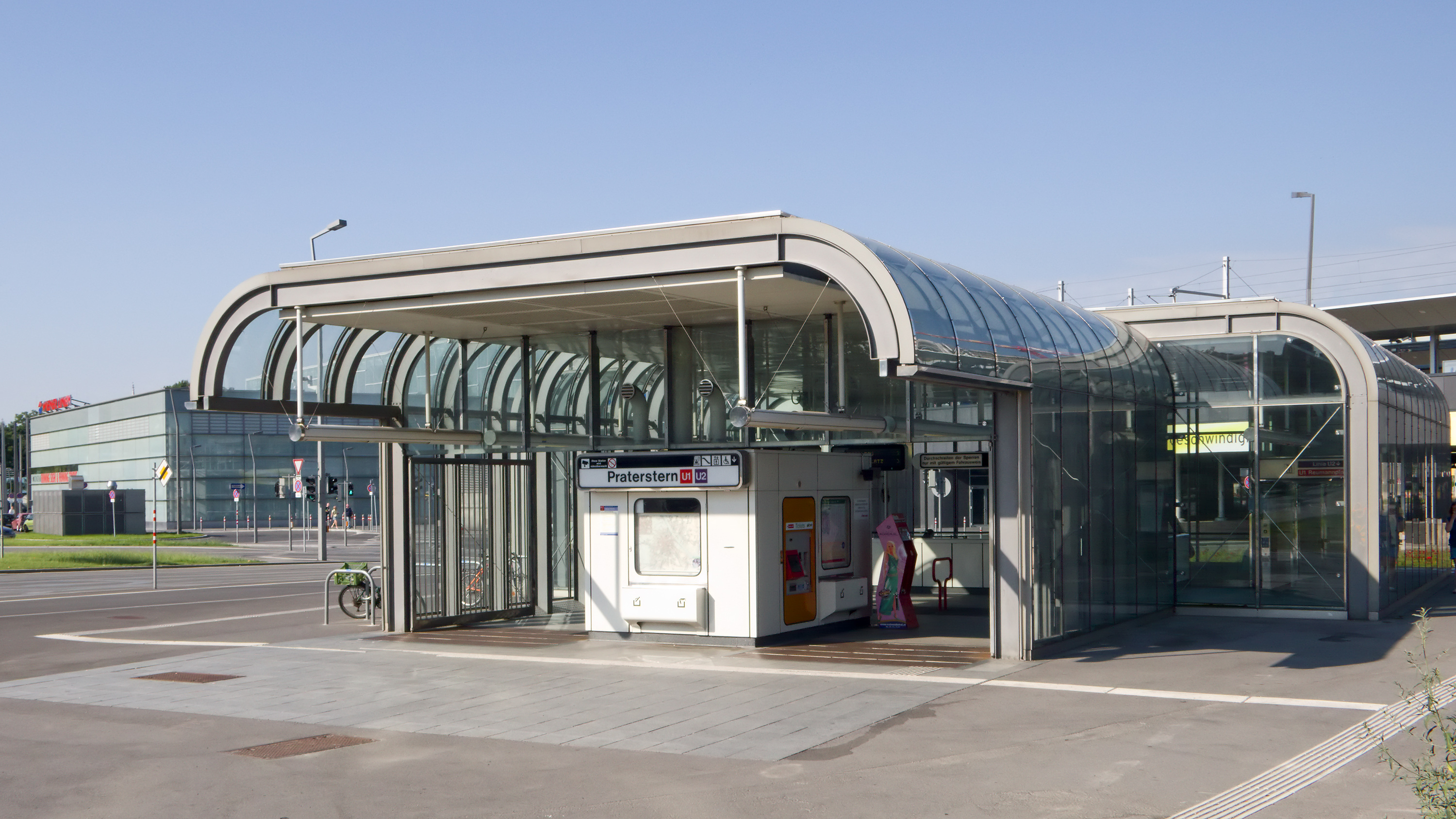
Aufnahmsgebäude Lassallestraße
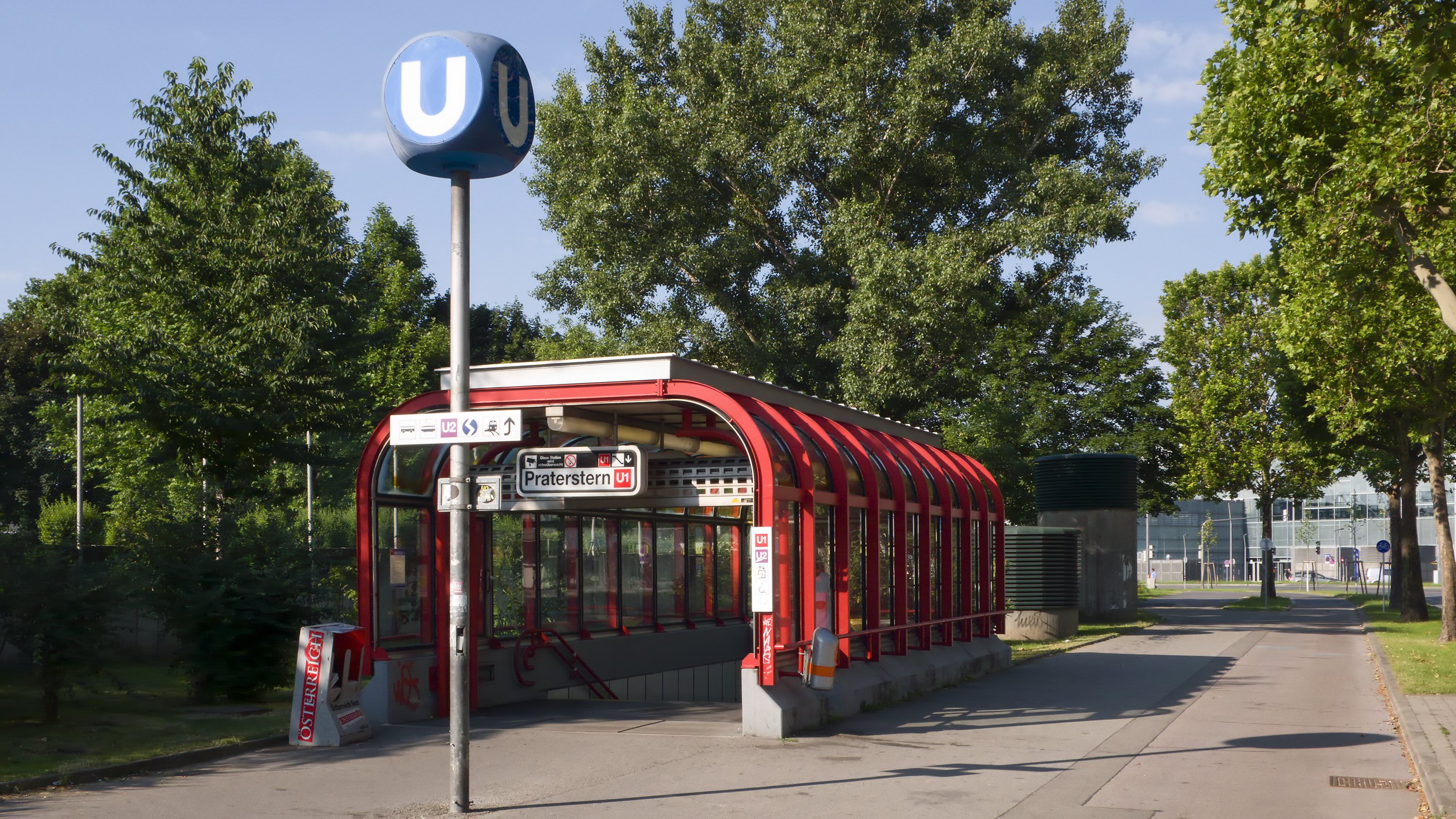
Aufnahmsgebäude Lassallestraße – Venediger Au
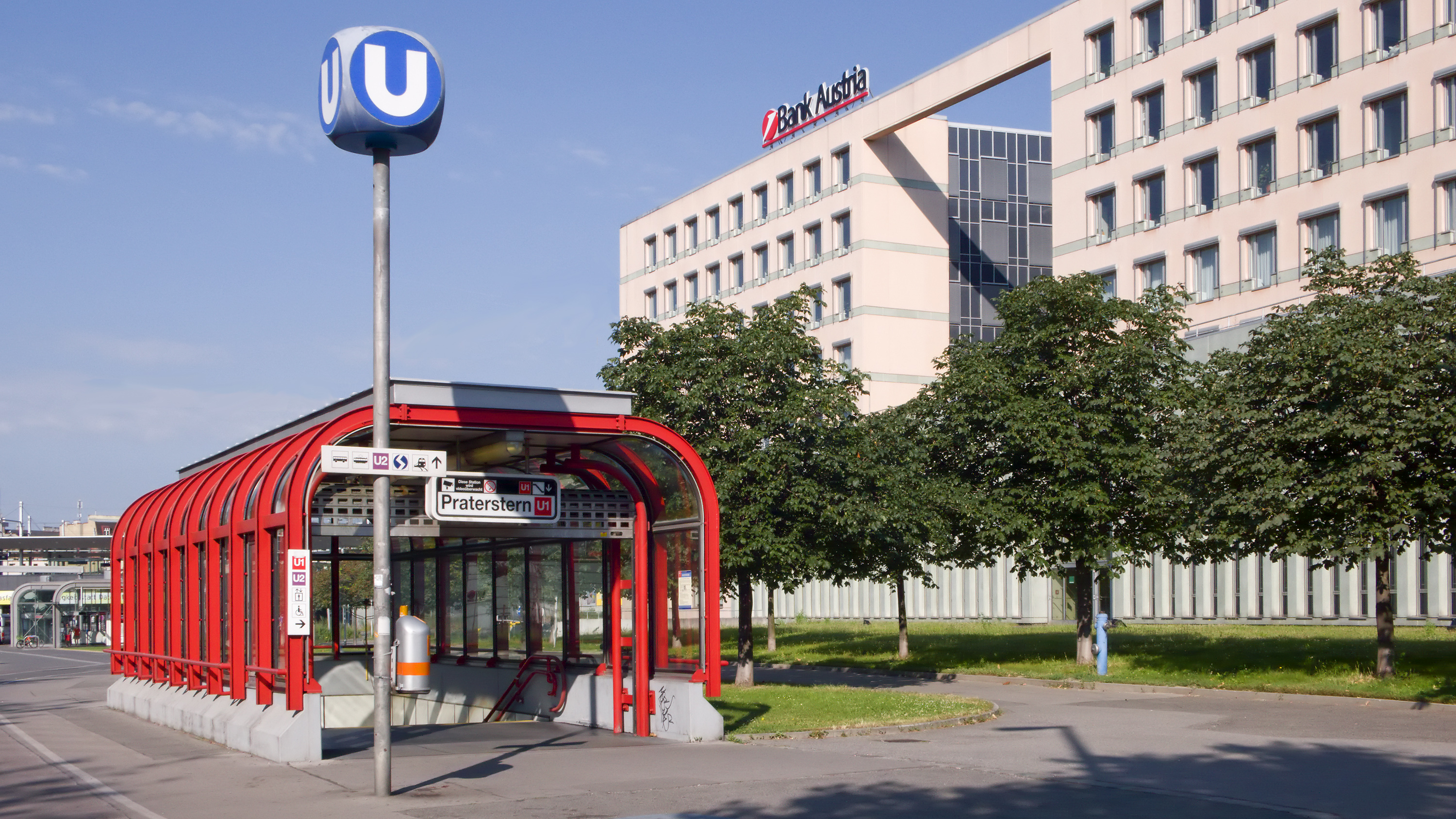
Aufnahmsgebäude Lassallestraße – Joseph-Roth-Gasse
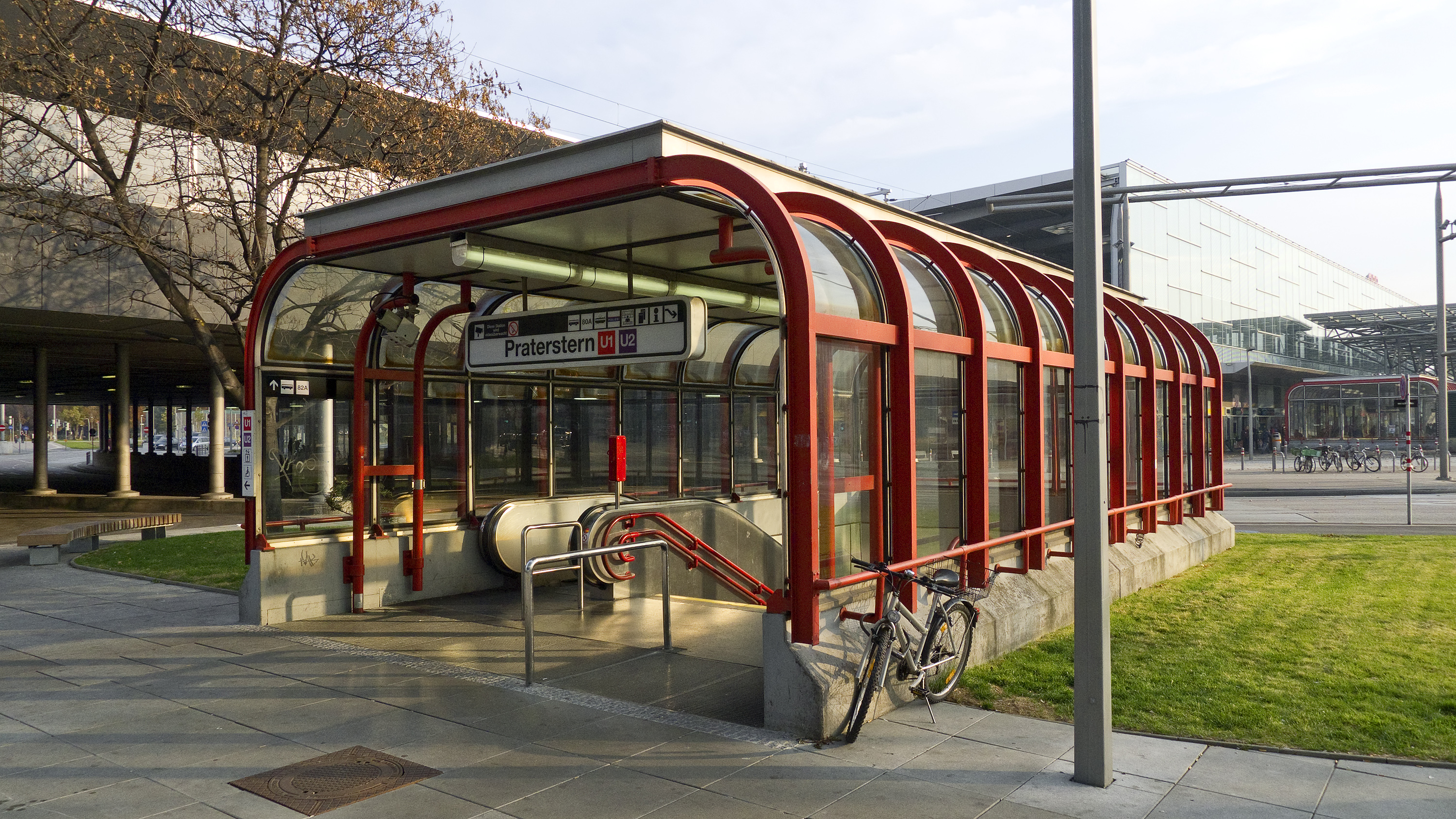
Aufnahmsgebäude Nordbahnstraße
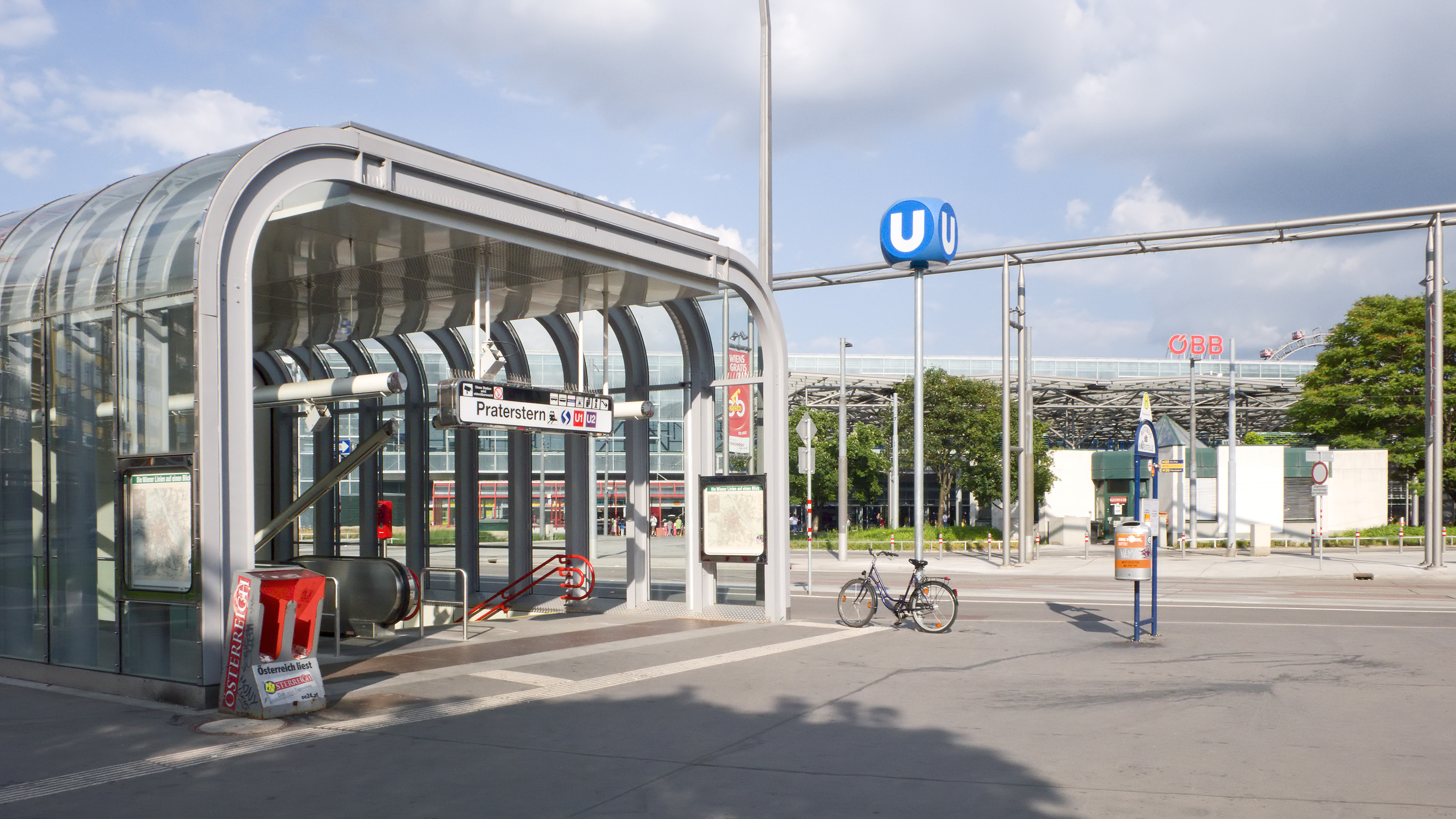
Aufnahmsgebäude Heinestraße
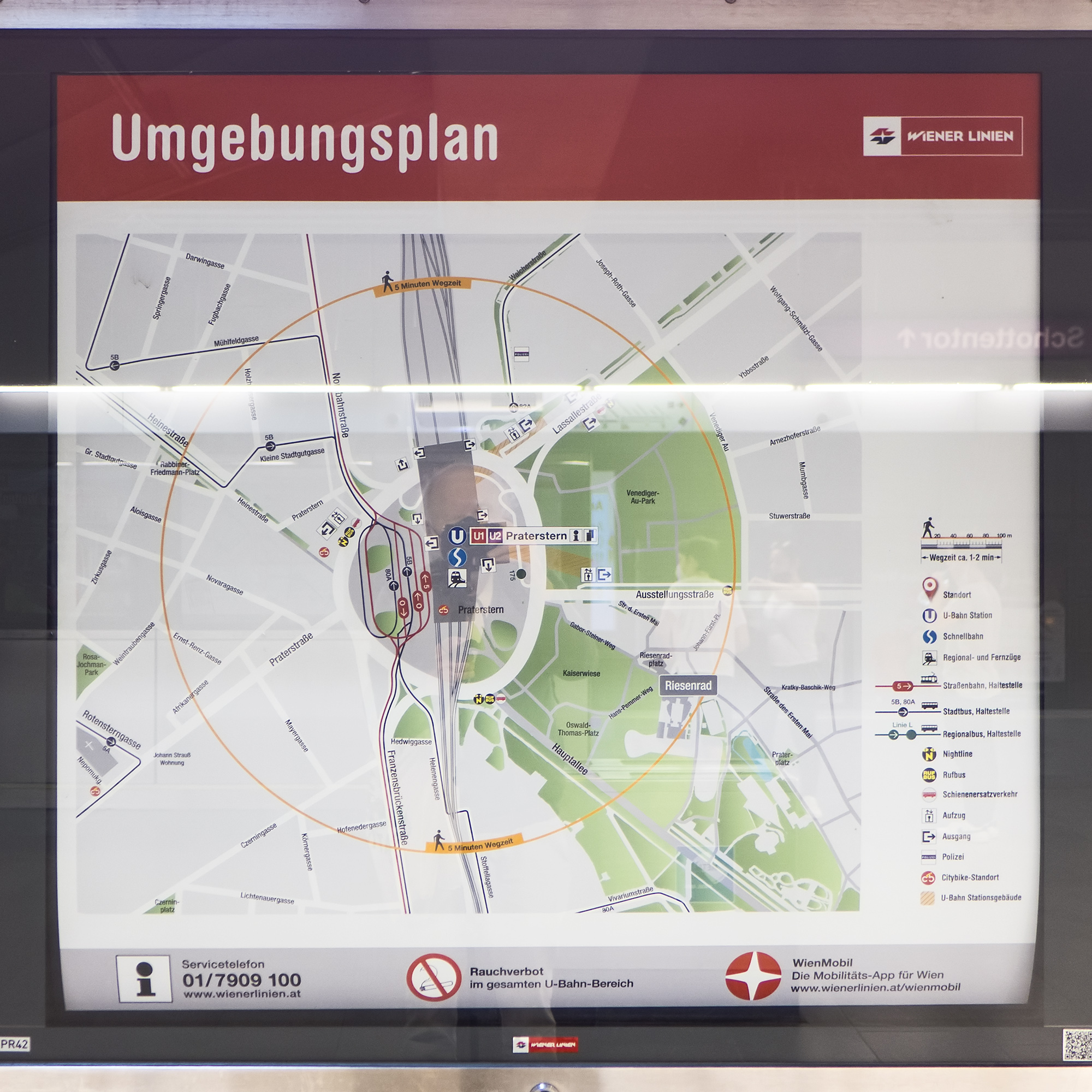
Umgebungsplan

### Ausgestaltung

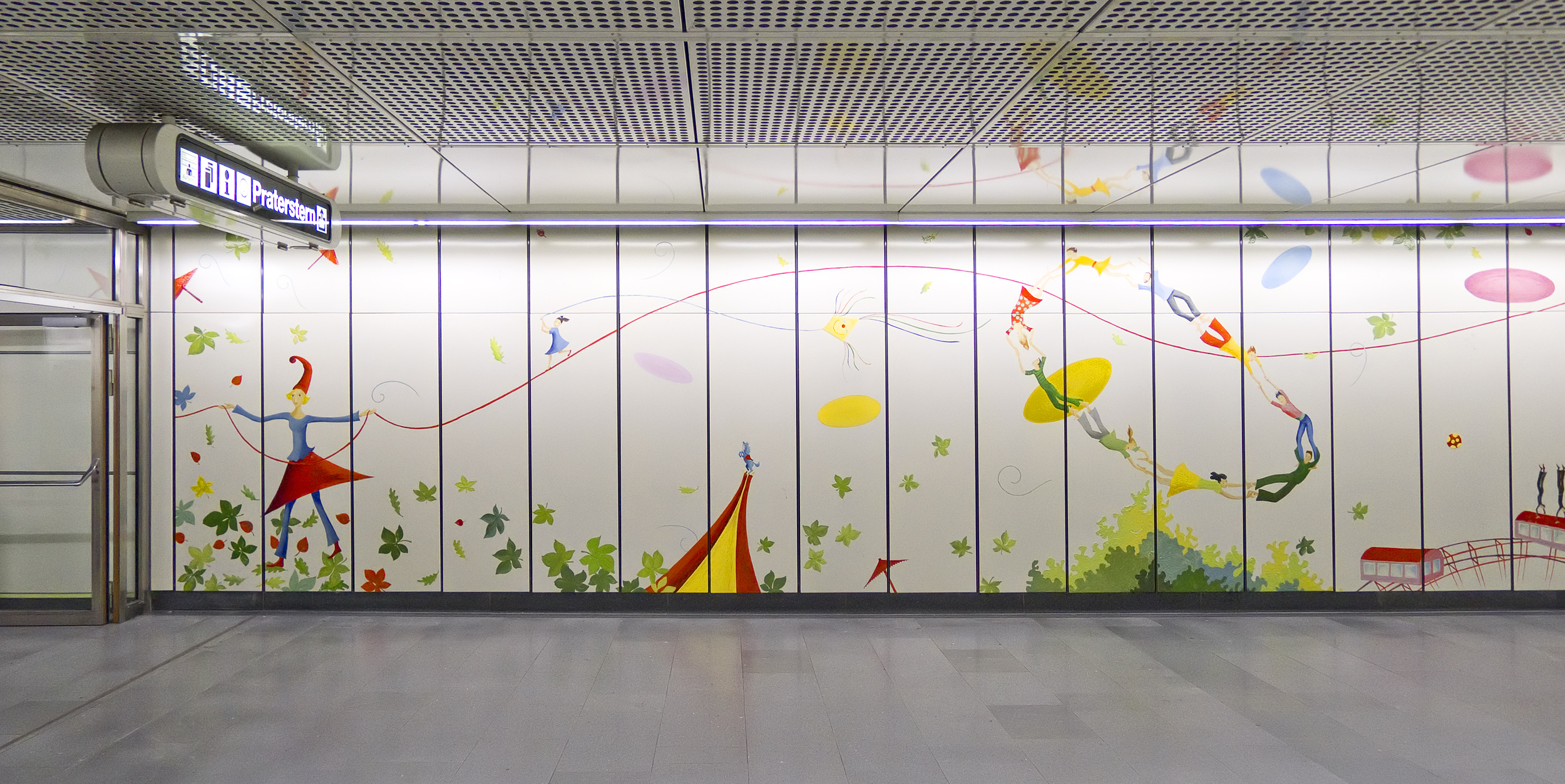
Wandbild „... einen Traum träumen ...“, Teil 1 (links)
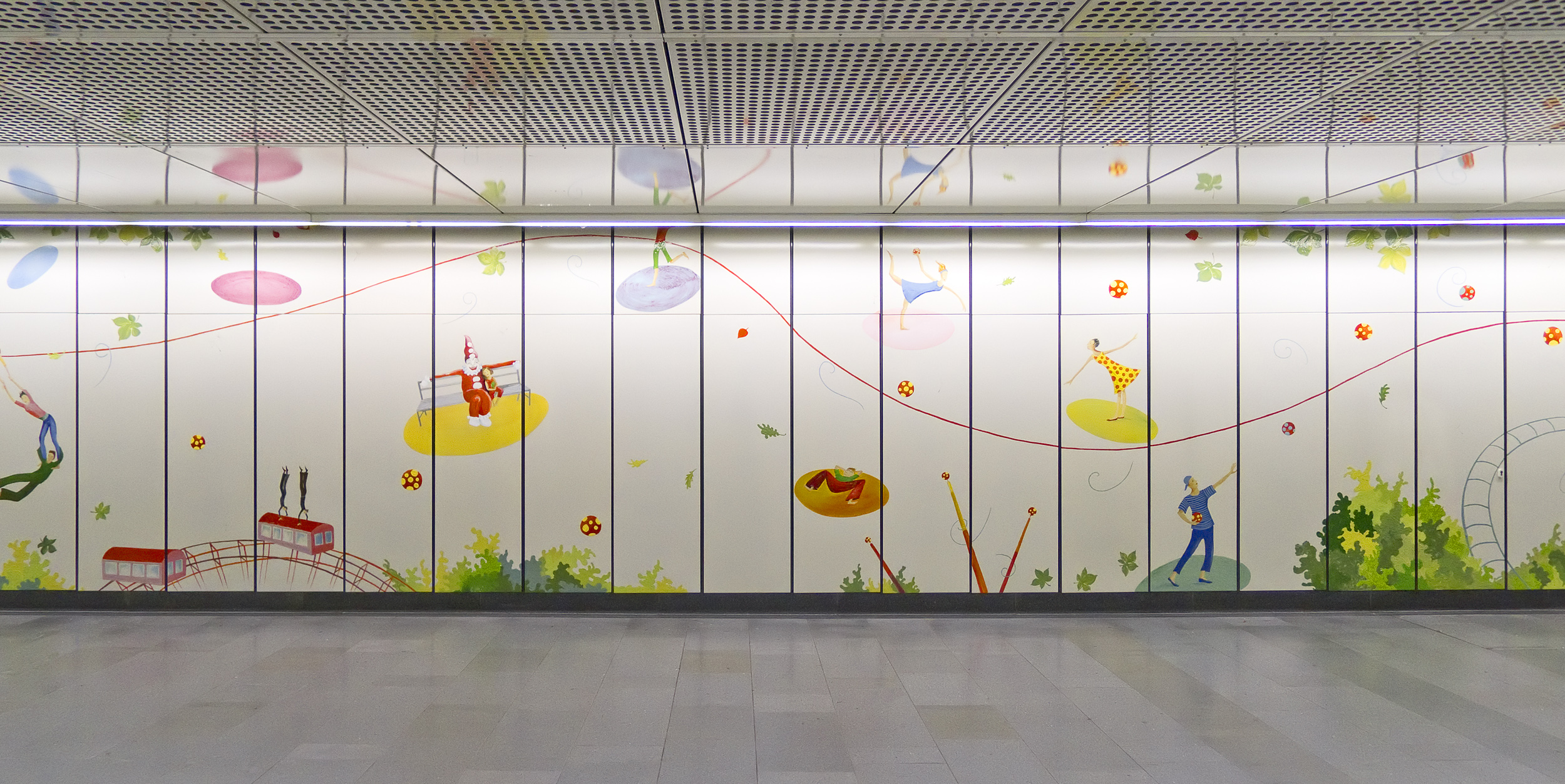
Wandbild „... einen Traum träumen ...“, Teil 2
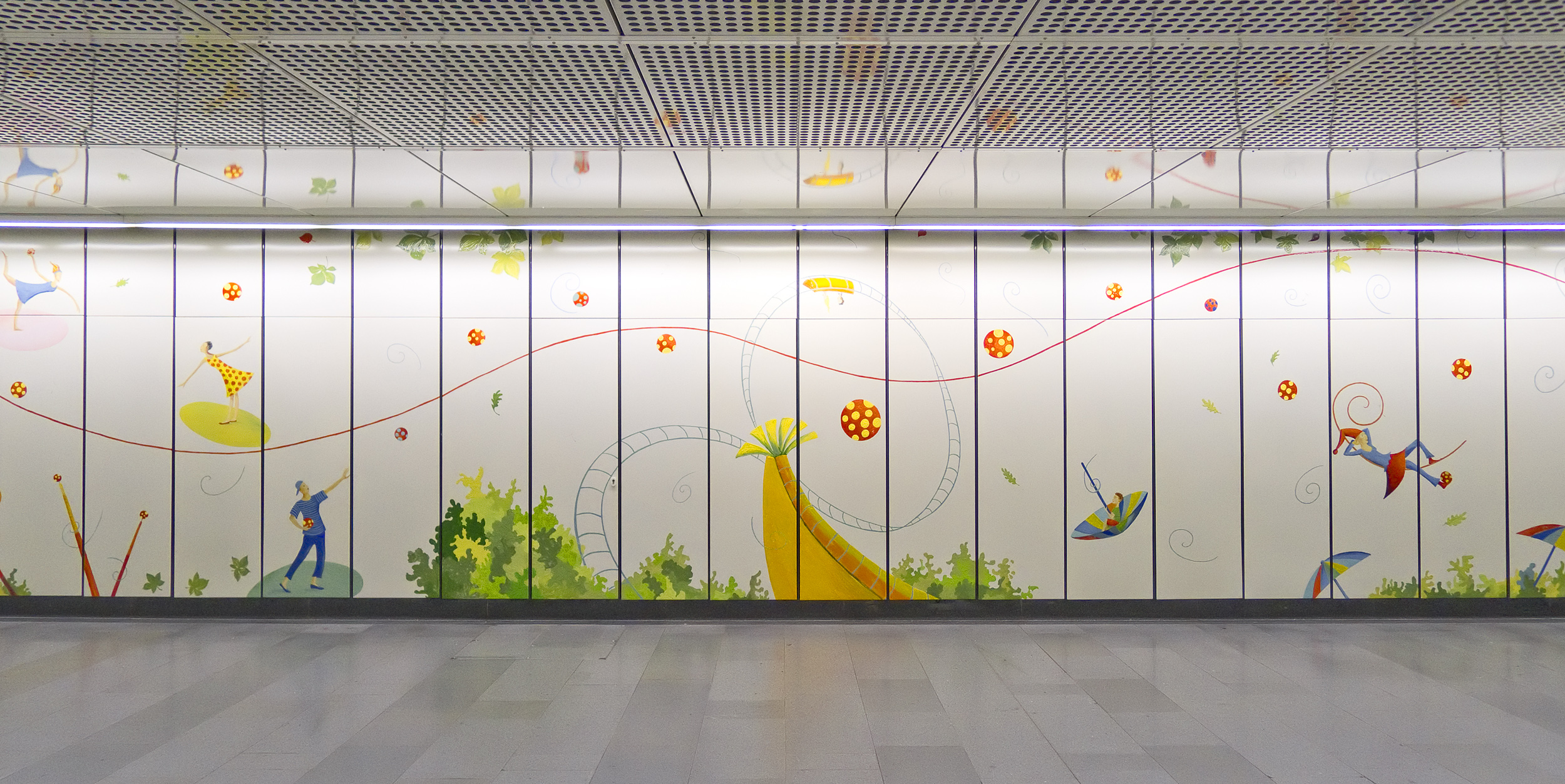
Wandbild „... einen Traum träumen ...“, Teil 3
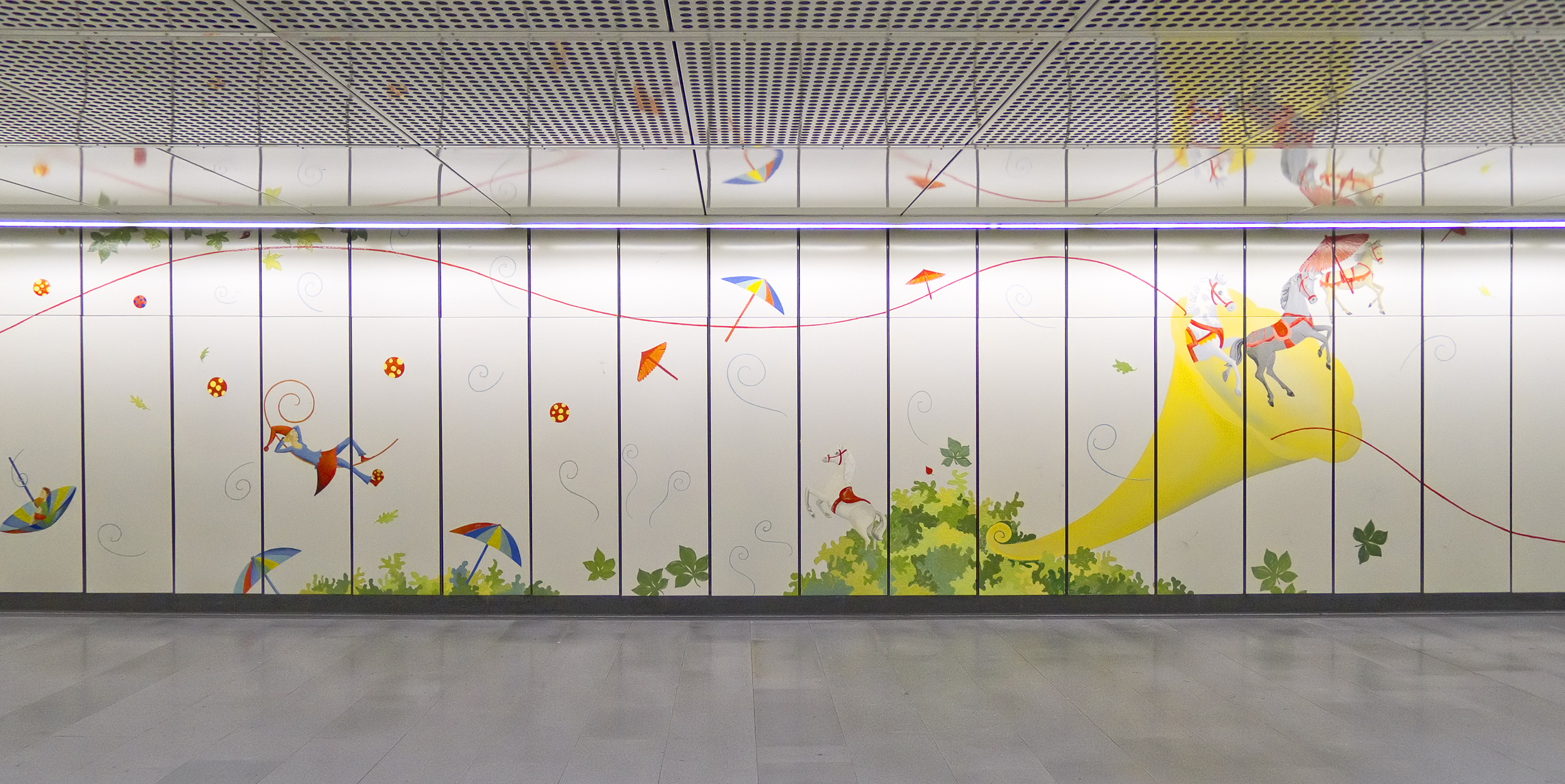
Wandbild „... einen Traum träumen ...“, Teil 4
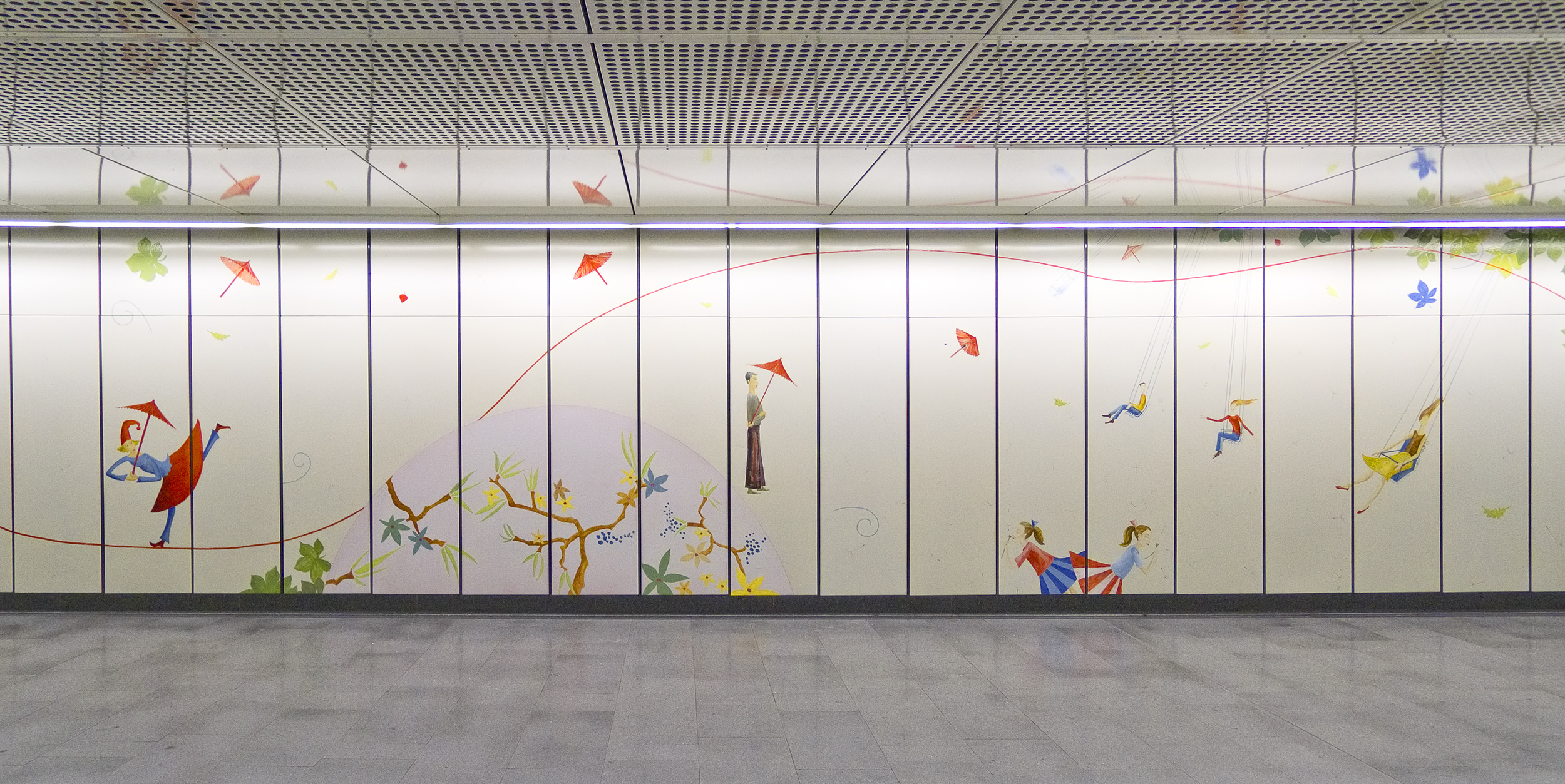
Wandbild „... einen Traum träumen ...“, Teil 5
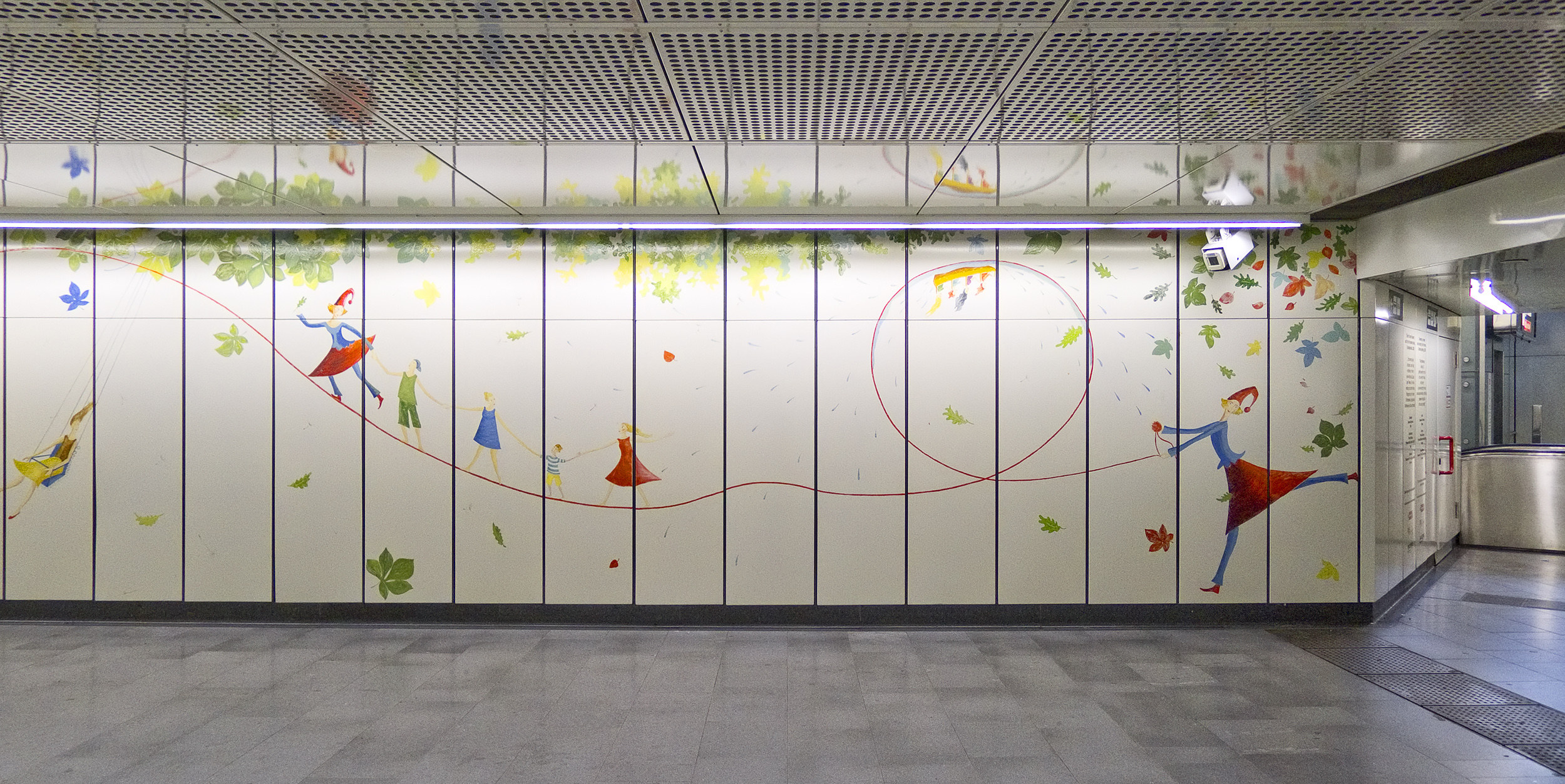
Wandbild „... einen Traum träumen ...“, Teil 6 (rechts)
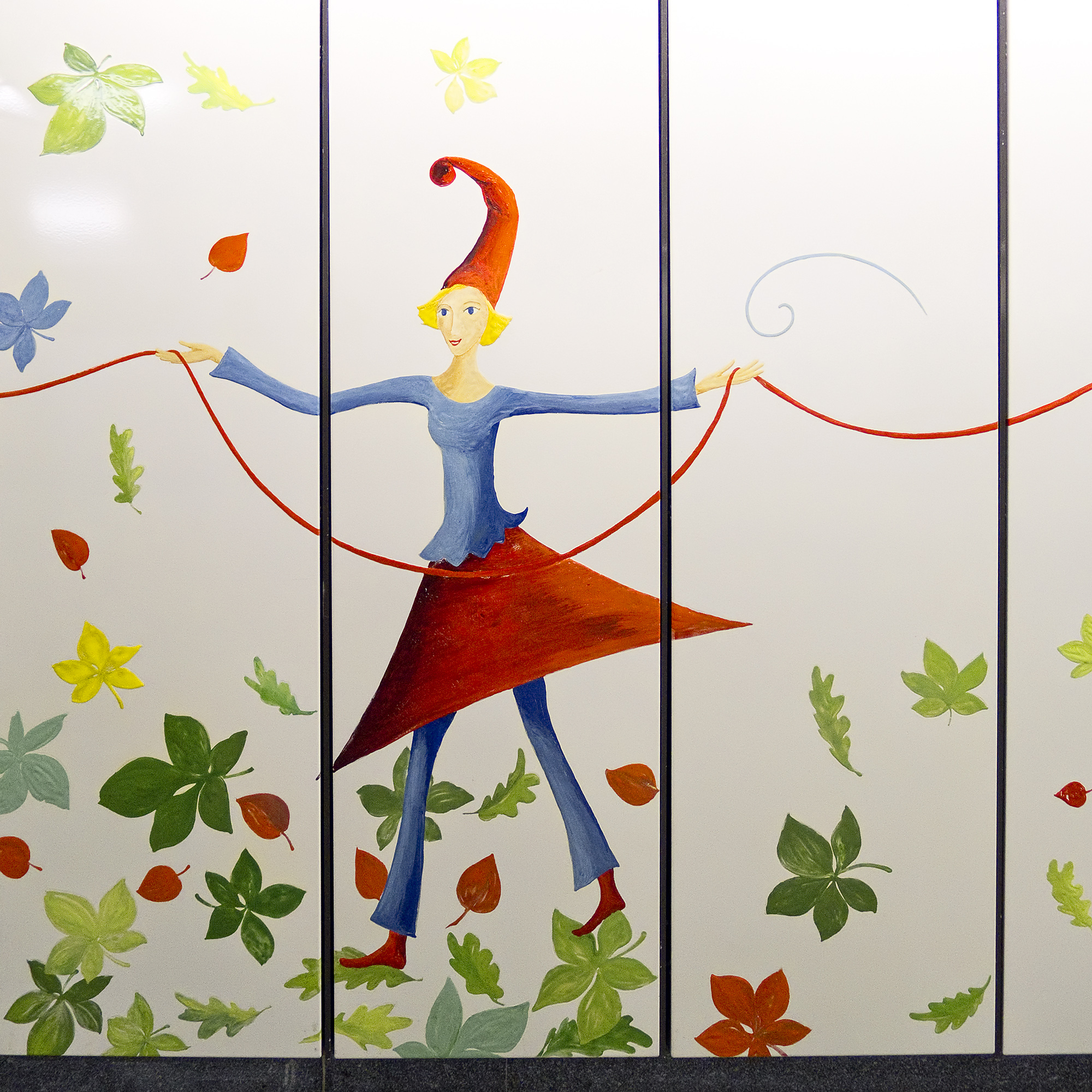
Wandbild „... einen Traum träumen ...“, Detail
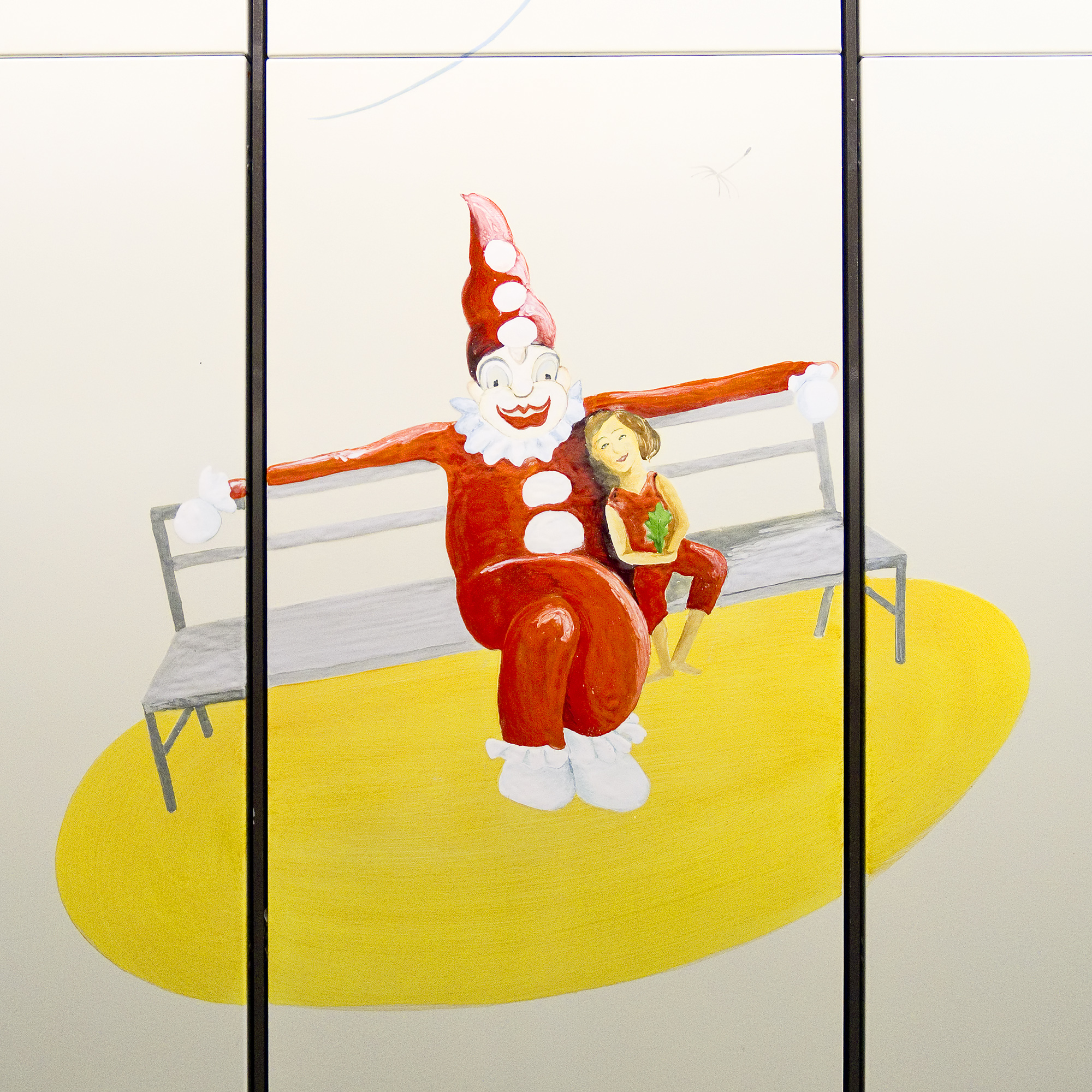
Wandbild „... einen Traum träumen ...“, Detail
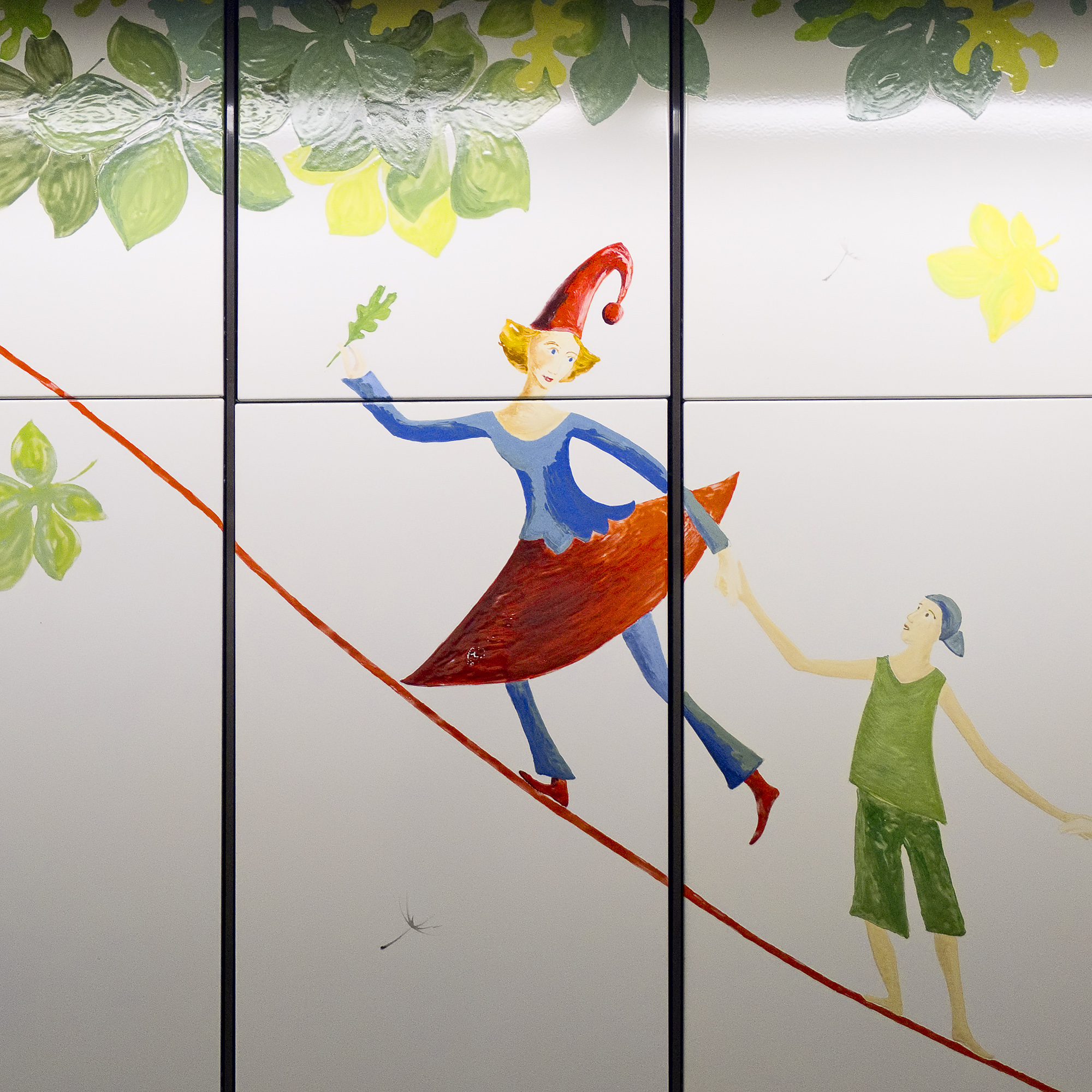
Wandbild „... einen Traum träumen ...“, Detail
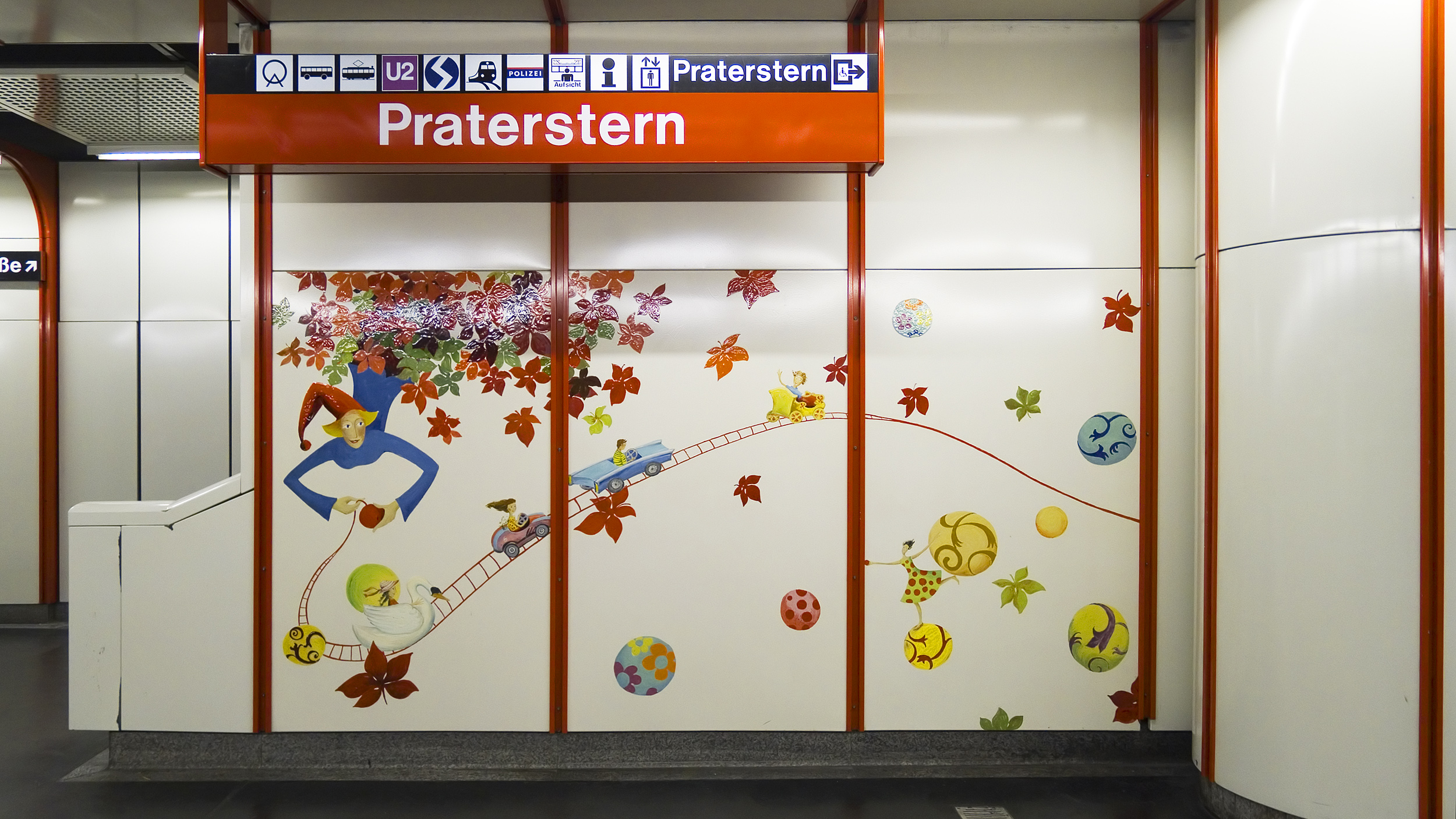
Einzelnes Wandbild am Bahnsteig der U1